# Wallanlagen (Frankfurt am Main)

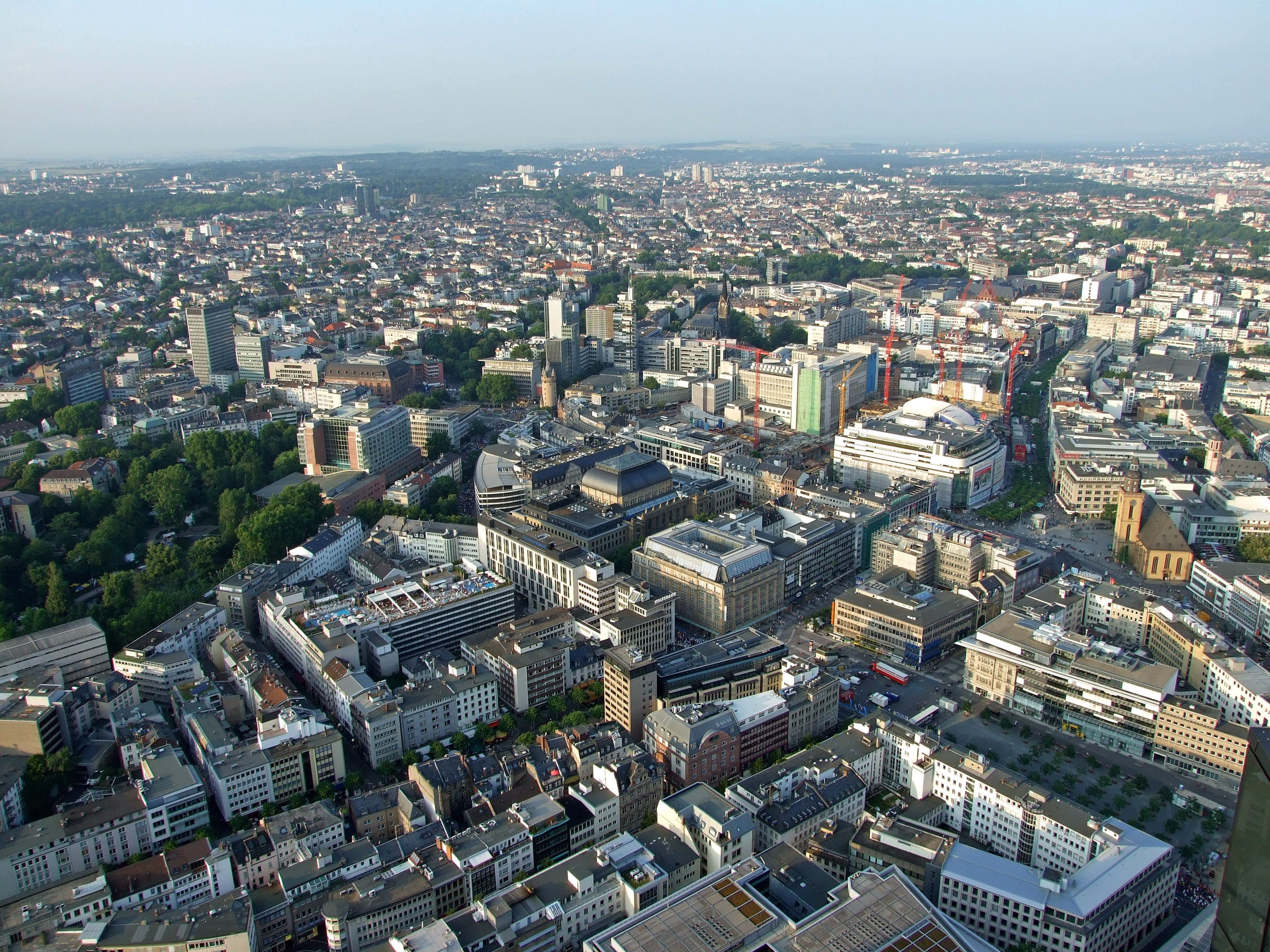
Ein grünes Band zwischen Opernplatz und Pfingstweidstraße am Zoo

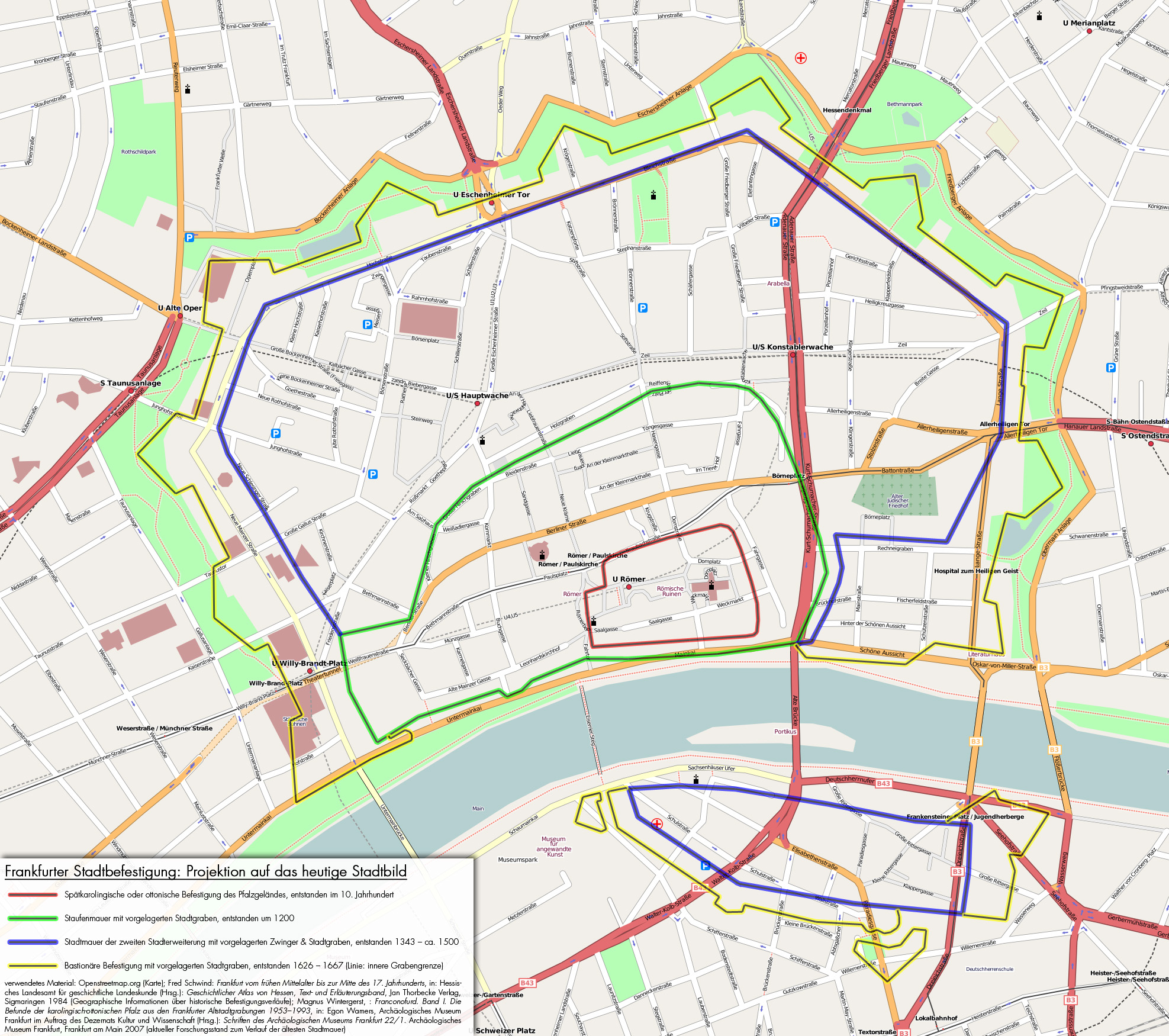
Kontur der ehemaligen Stadtbefestigung

Die Frankfurter Wallanlagen bilden eine ringförmige Grünanlage um die Innenstadt von Frankfurt am Main. Sie entstanden Anfang des 19. Jahrhunderts auf dem Gelände der 1804 bis 1812 geschleiften Frankfurter Stadtbefestigung. Um die Wallanlagen verläuft der Frankfurter Anlagenring.

## Geschichte

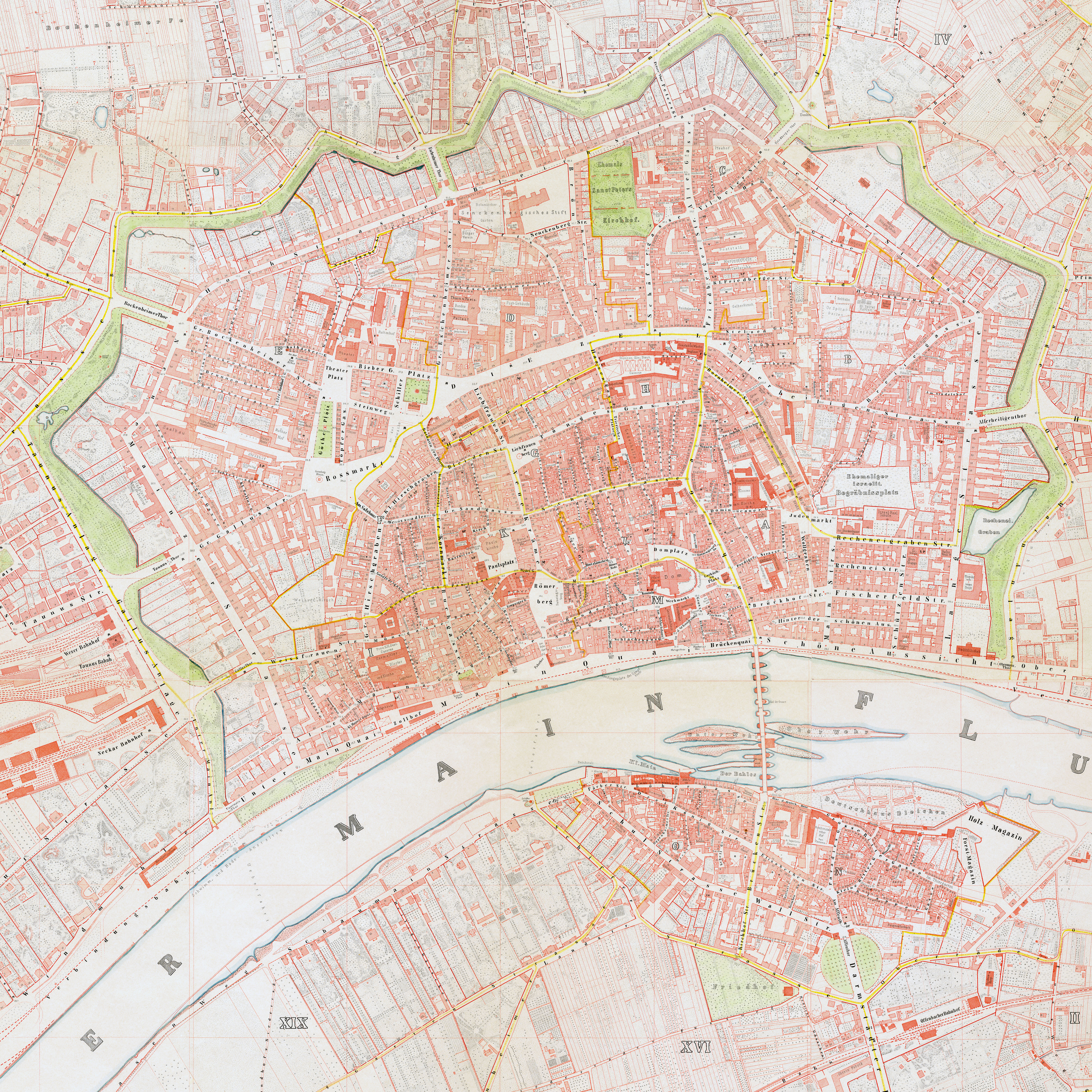
August Ravensteins Geometrischer Plan von Frankfurt am Main, 1862, die ehemalige Altstadt von Frankfurt innerhalb der Wallanlagen

Die Ursprünge der Wallanlagen liegen in der Stadterweiterung von 1333. Damals erlaubte Kaiser Ludwig der Bayer der Stadt eine enorme Ausweitung ihrer Grenzen. Vor der seit Ende des 12. Jahrhunderts durch die Staufermauer geschützten Altstadt entstand die zunächst dünnbesiedelte Neustadt. 1343 begann der Bau einer neuen Stadtmauer um die Neustadt. Sie bestand aus einer sechs bis acht Meter hohen und an der Mauerkrone etwa 2,5 bis drei Meter dicken Mauer und einem vorgelagerten acht bis 10 Meter breiten Wassergraben, der vom Main und verschiedenen kleinen Bächen gespeist wurde. Zur Verstärkung der Mauer wurden im 14. und 15. Jahrhundert rund 40 Türme errichtet, darunter die der fünf Stadttore, von denen heute nur noch der Eschenheimer Turm steht.
Im 16. Jahrhundert war die Mauer durch das Aufkommen der Pulvergeschütze bereits veraltet. Im Dreißigjährigen Krieg wurden die alten Mauern daher durch eine vorgelagerte Festungsanlage aus insgesamt elf fünfeckigen Bollwerken und dazwischen gelegenen Kurtinen verstärkt. Um 1705 wurden die ersten Lindenbäume an den Wallanlagen gepflanzt und ab dem Jahr 1765 eine durchgehende Allee (Lustallee) um Frankfurt und Sachsenhausen herum.
Gegen Ende des 18. Jahrhunderts waren die Befestigungsanlagen militärisch wertlos geworden. Sie stellten sogar eine Gefahr für die Stadt dar, weil sie sich im Falle einer Verteidigung der Gefahr einer Beschießung ausgesetzt sah. 1802 beschloss der Rat der Stadt daher den Abriss der Befestigungsanlagen. Wirklich in Schwung kam der Abriss erst auf französischen Druck nach dem Ende der Freien Reichsstadt 1806. Der neue Souverän, Fürstprimas Carl Theodor von Dalberg, beauftragte Jakob Guiollett mit der Entfestigung. Dieser entwickelte die Idee eines Volksparks um die Innenstadt und beauftragte den Gartenarchitekten Sebastian Rinz mit der Gestaltung.
Die Mauern und Wälle wurden 1806 bis 1812 abgerissen, das Festungsgelände teils parzelliert und mit der Auflage verkauft, dass die Gärten der Öffentlichkeit zur Verfügung stehen mussten, teils zu einem öffentlichen Landschaftsgarten im englischen Stil umgestaltet. 1827 wurde die noch heute gültige Wallservitut erlassen, wonach dieser etwa 100 Meter breite Grünstreifen unbebaut bleiben muss. Am Anlagenring entstanden prächtige Villen mit großen Gärten. Stadtbaumeister Johann Georg Christian Hess hatte in seiner 1809 erlassenen Bauordnung einen strengen klassizistischen Baustil für alle Neubauten vorgeschrieben.
Die Anlagen wurden beim Abzug der französischen Truppen nach der Völkerschlacht bei Leipzig 1813 verwüstet, aber von Stadtgärtner Rinz umgehend neu angelegt.

## Unterteilung
Die Wallanlagen gliedern sich in sieben Abschnitte, die meistens die Namen der ehemaligen Stadttore tragen. Im Uhrzeigersinn sind dies: Untermainanlage, Gallusanlage, Taunusanlage, Bockenheimer Anlage, Eschenheimer Anlage, Friedberger Anlage und Obermainanlage.

### Untermainanlage
Koordinate: 50° 6′ 26,9″ N, 8° 40′ 23,4″ O

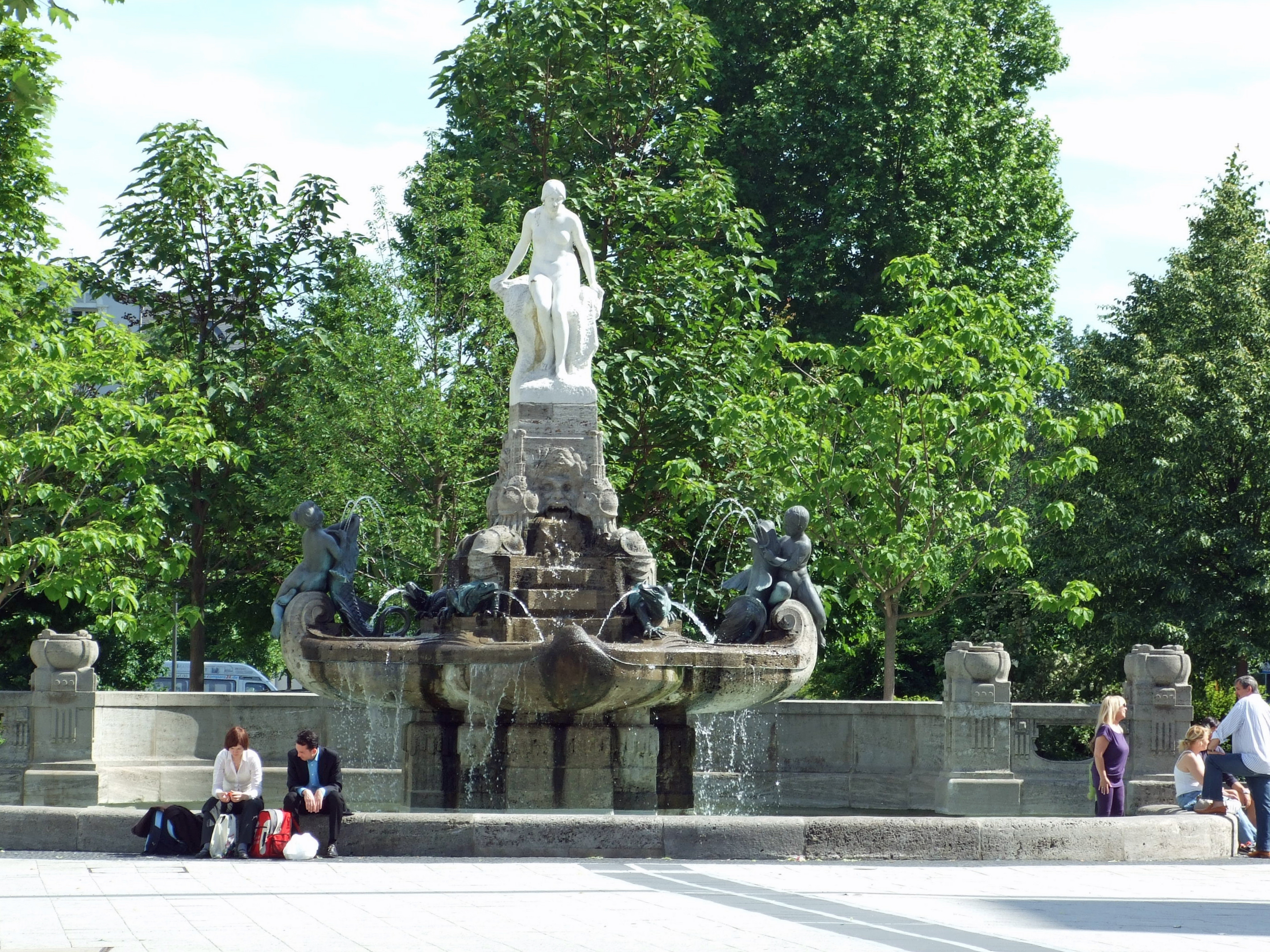
„Märchenbrunnen“

Die kleinste der sieben Anlagen beginnt im Südwesten der Innenstadt am Mainufer, wo sie in die Parkanlage des Nizza übergeht, und reicht im Norden bis zum Willy-Brandt-Platz.
Die Untermainanlage entstand auf dem Gelände des einstigen Mainzer Bollwerks, einer starken Befestigung zum Schutz des Mainufers. Ihre Fläche wurde trotz der Wallservitut 1902 durch den Bau des Schauspielhauses stark reduziert, so dass als Grünfläche nur noch knapp 5000 Quadratmeter zur Verfügung stehen. Nachdem das Schauspielhaus im Zweiten Weltkrieg bei den Luftangriffen auf Frankfurt am Main schwer beschädigt worden war, diente es seit 1951 als Spielstätte der Oper Frankfurt. 1960 wurde der Gebäudekomplex modernisiert und erweitert, so dass er seither alle Sparten der Städtischen Bühnen aufnimmt. Südlich der Städtischen Bühnen wird die Untermainanlage durch die Hofstraße geteilt. Am Untermainkai befinden sich das klassizistische Jüdische Museum Frankfurt und das National-Haus, ein Hochhaus der Nachkriegsmoderne von Max Meid.
Die Parkanlagen wurden 2003 nach dem Bau einer Tiefgarage für die Städtischen Bühnen vollkommen neu gestaltet. In der Anlage vor den städtischen Bühnen steht der 1910 geschaffene Märchenbrunnen von Friedrich Christoph Hausmann, einer der wenigen Jugendstil-Brunnen in Frankfurt. Für die Figur der Mainnixe hat eine schöne Frankfurter Wäscherin Modell gestanden.

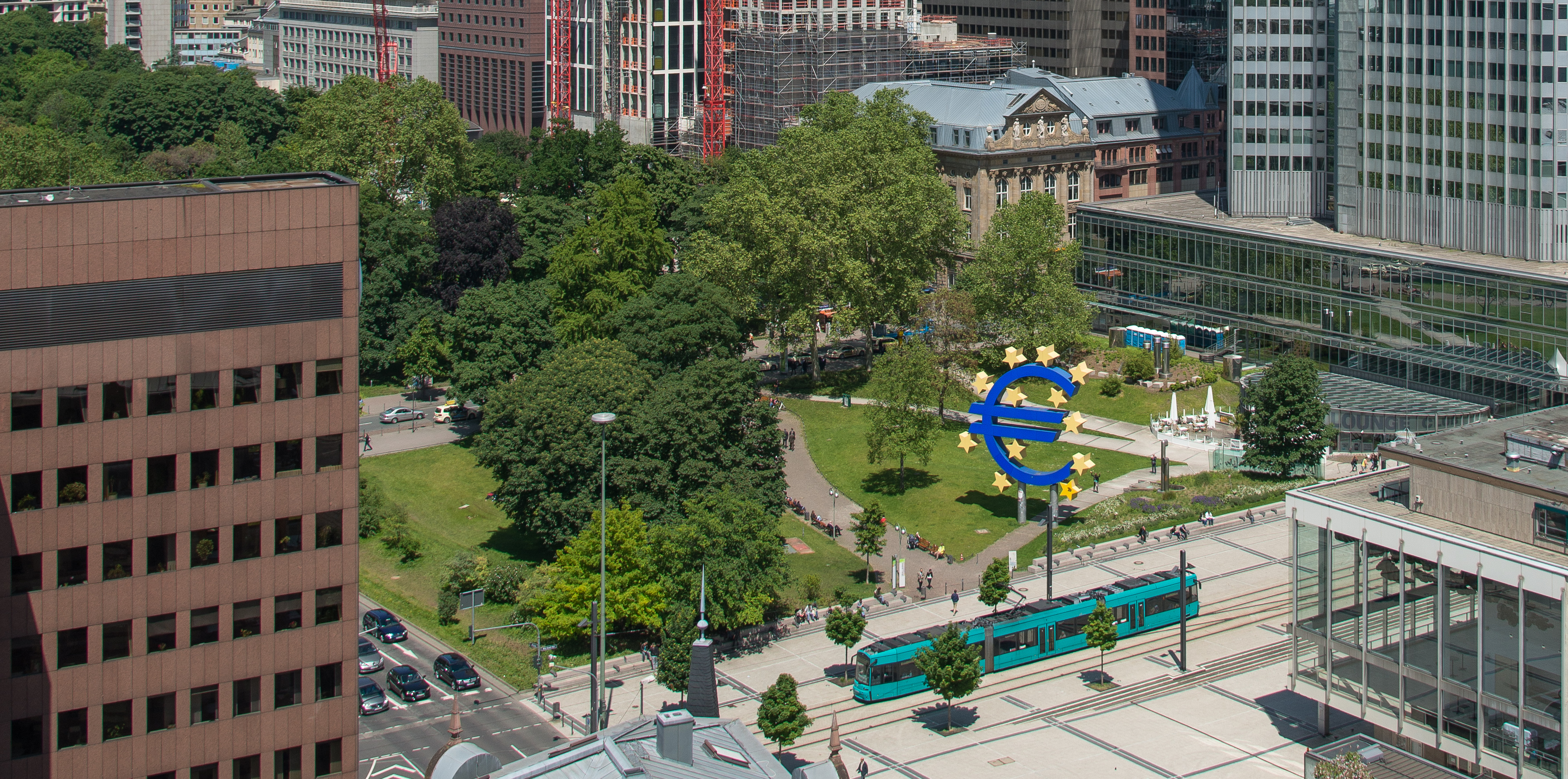
Südliche Gallusanlage am Willy-Brandt-Platz

### Gallusanlage
Koordinate: 50° 6′ 34,6″ N, 8° 40′ 17,9″ O

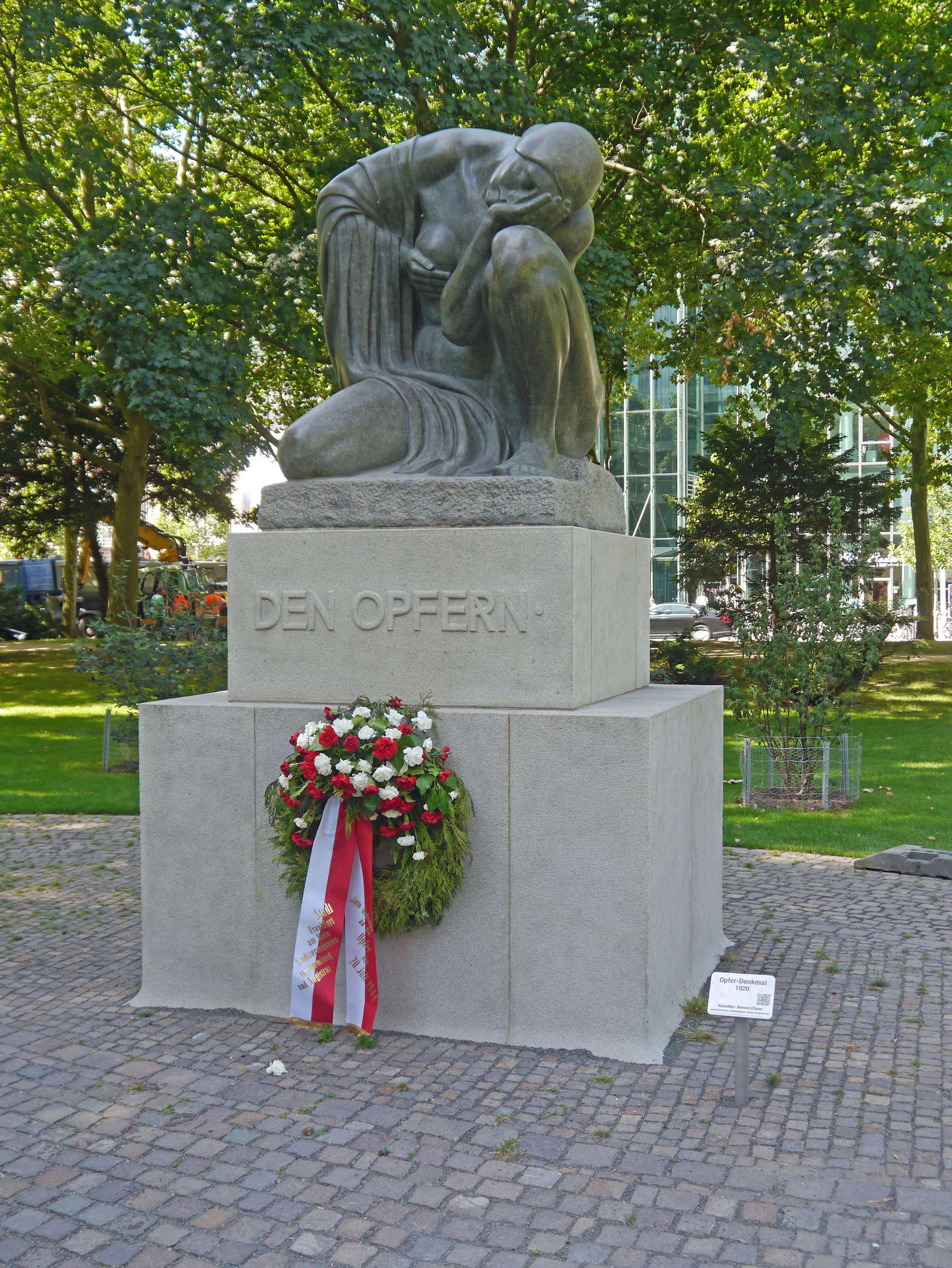
Den Opfern

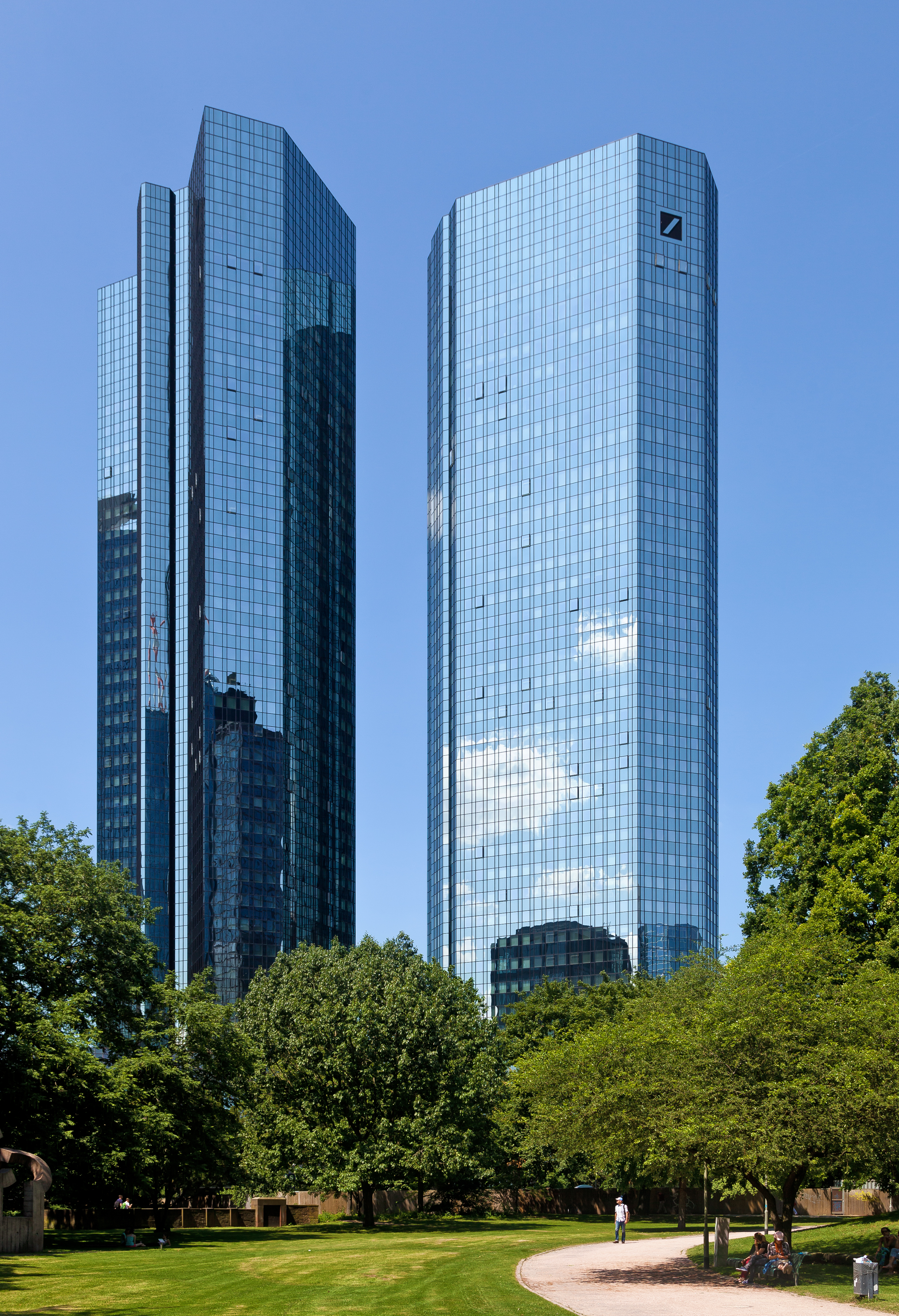
Deutsche Bank aus Richtung Taunusanlage

Die Gallusanlage beginnt im Süden am Willy-Brandt-Platz und erstreckt sich nach Norden bis zum Taunustor auf einer Fläche von etwa 17.000 Quadratmetern. Dazwischen durchquert die Kaiserstraße die Anlage. Ihren Namen hat sie vom Gallustor, wie das mittelalterliche Galgentor seit dem 18. Jahrhundert genannt wurde. Während der Zeit des Nationalsozialismus von 1933 bis 1945 trug sie den Namen „Adolf-Hitler-Anlage“.
An der Gallusanlage lag von 1846 bis 1880 der Main-Neckar-Bahnhof. Auf dem ehemaligen Bahnhofsgelände entstand danach das gründerzeitliche Bahnhofsviertel, darunter der neobarocke Prunkbau des Hotels Fürstenhof-Esplanade. Heute ist die Gallusanlage vom Bankenviertel geprägt. Markante angrenzende Hochhäuser sind der Eurotower der Europäischen Zentralbank, der Gallileo und der Taunusturm.
In der Anlage steht das Denkmal Den Opfern von Benno Elkan, das ursprünglich 1920 eingeweiht wurde und an die im Ersten Weltkrieg gefallenen Frankfurter Soldaten erinnern sollte. Die bronzene Denkmalsfigur, eine schmerzgebeugte, in tiefe Klage versunkene Muttergestalt, entstand bereits 1913/14. Mit seiner Widmung an alle Kriegsopfer, auch die des Gegners, der Betonung der Totenklage anstelle der Heldenverehrung, aber auch der Nacktheit der Figur, zog das Denkmal von Anfang an Kritik aus nationalistischen Kreisen auf sich. Nach der nationalsozialistischen Machtübernahme 1933 wurde es umgehend entfernt. Der geplanten Zerstörung entging das Elkan-Denkmal jedoch aus unbekannten Gründen; es überstand den Zweiten Weltkrieg in einem Betriebshof der städtischen Straßenreinigung und wurde im April 1946 an seinem ursprünglichen Standort wieder feierlich eingeweiht. Am Jahrestag der Novemberpogrome 1938 findet jährlich eine Kranzniederlegung statt.
Des Weiteren stand hier ein 1908 erbautes Bismarck-Denkmal von Rudolf Siemering. Es wurde 1940 als Metallspende des deutschen Volkes eingeschmolzen.
Von 1952 bis 2007 hatte auch das Goethedenkmal von Ludwig von Schwanthaler seinen Standort in der Gallusanlage. Die 1844 geschaffene überlebensgroße Statue befand sich bis zu ihrer Beschädigung im Zweiten Weltkrieg am Goetheplatz. Nach ihrer Restaurierung war sie vorläufig an der Gallusanlage aufgestellt worden, bis sie nach der Umgestaltung des Goetheplatzes wieder an ihren ursprünglichen Aufstellungsort umzog. An seiner Stelle wurde 2008 in der Gallusanlage die Skulptur Der Olymp von Weimar von Andreu Alfaro aufgestellt. Ein weiteres Denkmal in der Gallusanlage ist das Objekt Open Cubes von Sol LeWitt.

### Taunusanlage

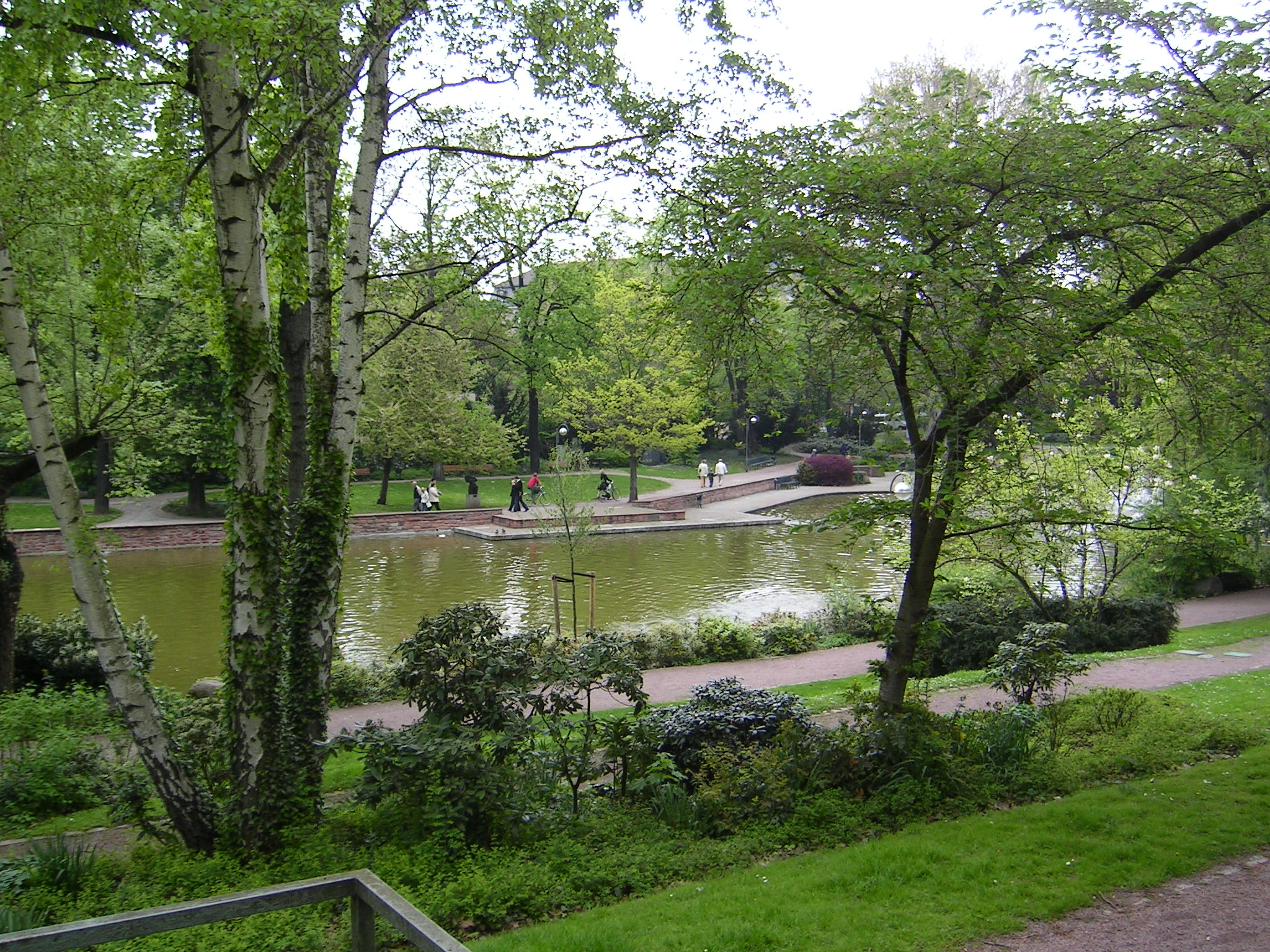
Der Weiher in der Bockenheimer Anlage von der Hochstraße

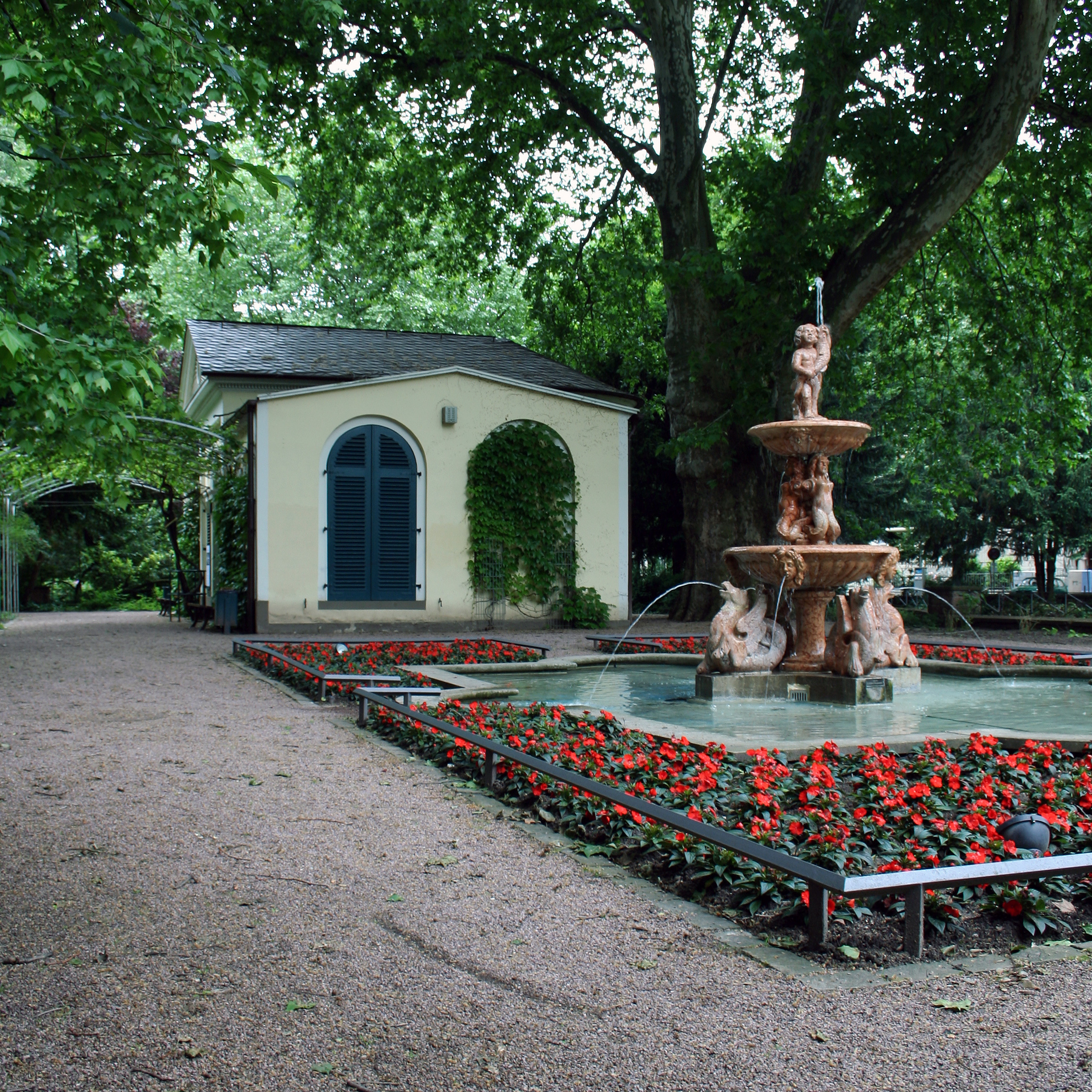
Nebbiensches Gartenhaus mit Florentinerbrunnen

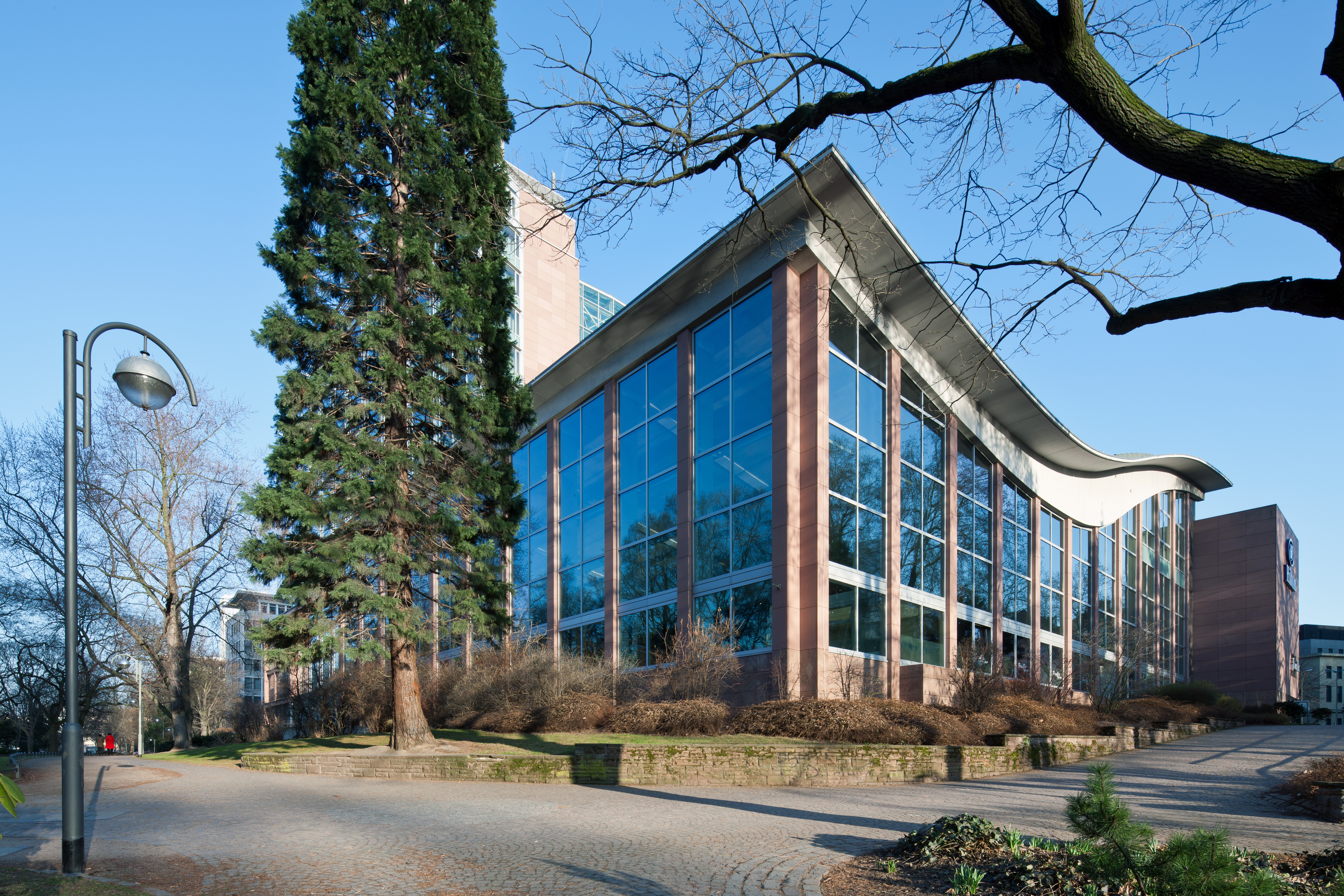
Stadtbad Mitte

Koordinate: 50° 6′ 46,7″ N, 8° 40′ 7,7″ O
Die Taunusanlage ist eine der größten Wallanlagen. Sie liegt in der Nordwestecke der ehemaligen Stadtbefestigung und umfasst etwa 45.000 Quadratmeter. Ausgangspunkt und Namensgeber ist das Taunustor. Der Name stammt nicht von einem mittelalterlichen Stadttor, sondern von zwei klassizistischen Torbauten, die Johann Friedrich Christian Hess 1810 anstelle der niedergelegten Stadtbefestigungen errichtet hatte. Ihre schmiedeeisernen Gitter wurden noch bis 1864 jeden Abend verschlossen; wer sie außerhalb der regulären Öffnungszeiten passieren wollte, hatte dafür eine Gebühr zu entrichten, den sogenannten Sperrbatzen. Gegenüber vom Taunustor befand sich von 1839 bis 1880 der Taunusbahnhof. Er war der älteste Frankfurter Bahnhof und die östliche Endstation der Taunus-Eisenbahn nach Wiesbaden.
Die Taunusanlage liegt im Frankfurter Bankenviertel. An der Taunusanlage liegen die Hochhäuser Japan Center, Skyper, Taunusanlage 11 und die Zwillingstürme der Deutschen Bank.
Bekannt ist die Taunusanlage auch durch den gleichnamigen S-Bahnhof. Zugänge zur Anlage liegen an der hochfrequentierten Durchgangsstraße, der Junghofstraße. Mit Ausnahme der S7 halten dort alle S-Bahn-Linien der S-Bahn Rhein-Main. Mit ihrer Inbetriebnahme 1978 wurden die bis dahin am Taunustor verkehrenden Straßenbahnlinien 24 und 25 stillgelegt.
Am Opernplatz endet die Taunusanlage. Die Alte Oper ist eines der wenigen Gebäude in den ansonsten zusammenhängenden Wallanlagen.

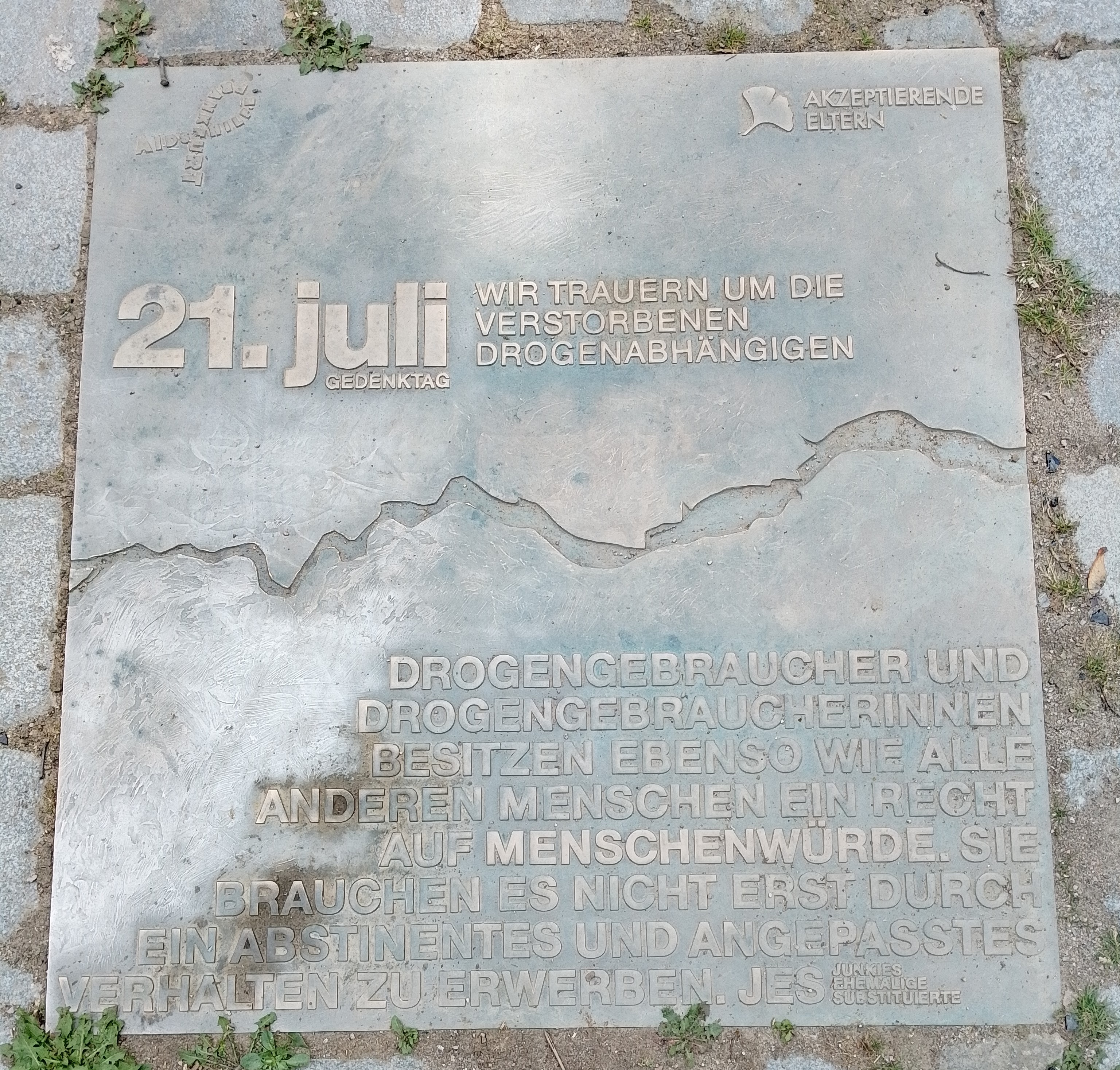
Gedenkplatte für verstorbene Drogenabhängige

Die Taunusanlage war zeitweise Treffpunkt für Drogenabhängige. Am 21. Juli 2006, dem nationalen Gedenktag für Drogentote, enthüllte die damalige Gesundheitsdezernentin Manuela Rottmann dort eine Gedenktafel, die an die Opfer der Sucht erinnern soll.

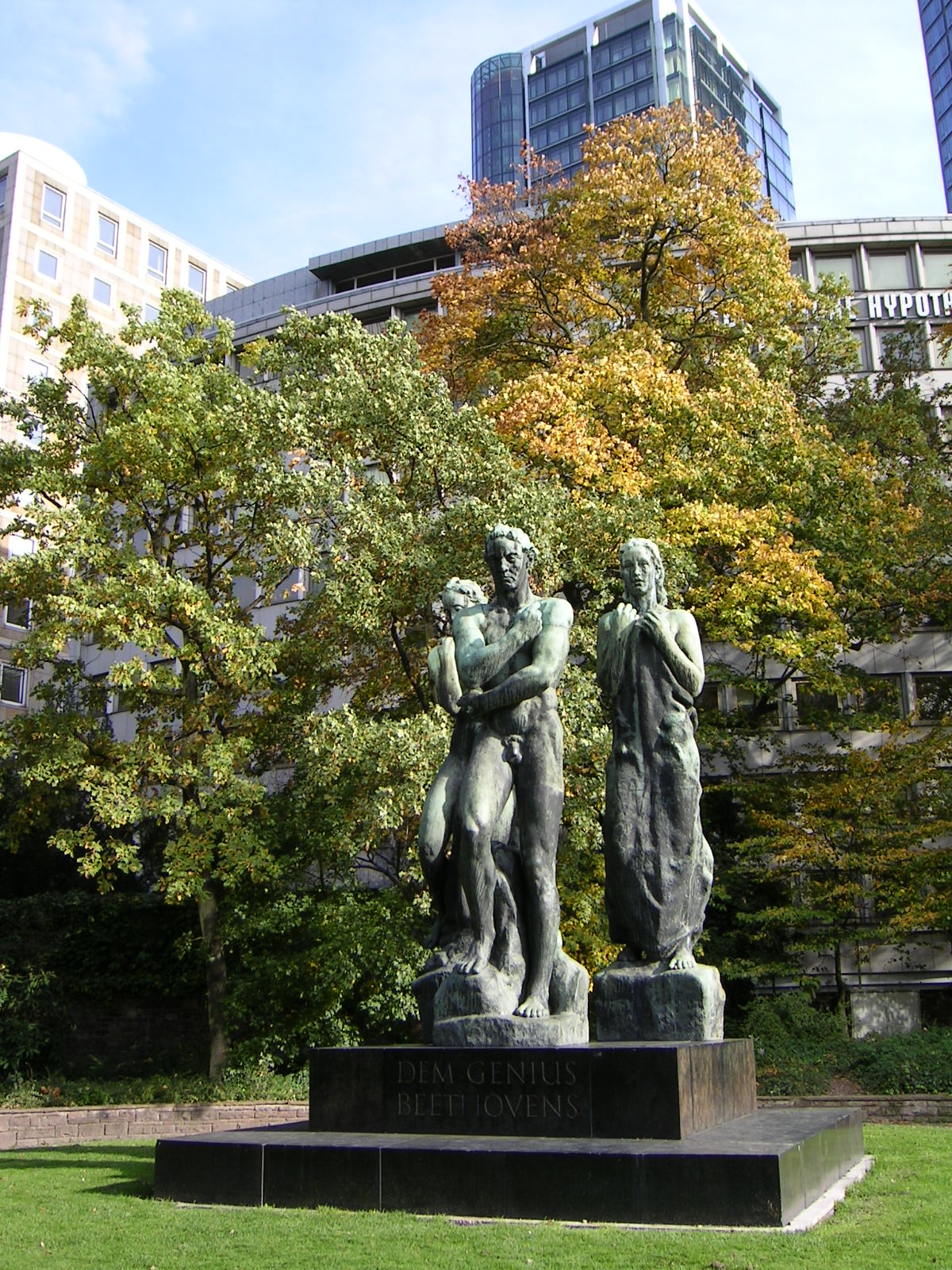
Das Beethoven-Denkmal von Georg Kolbe

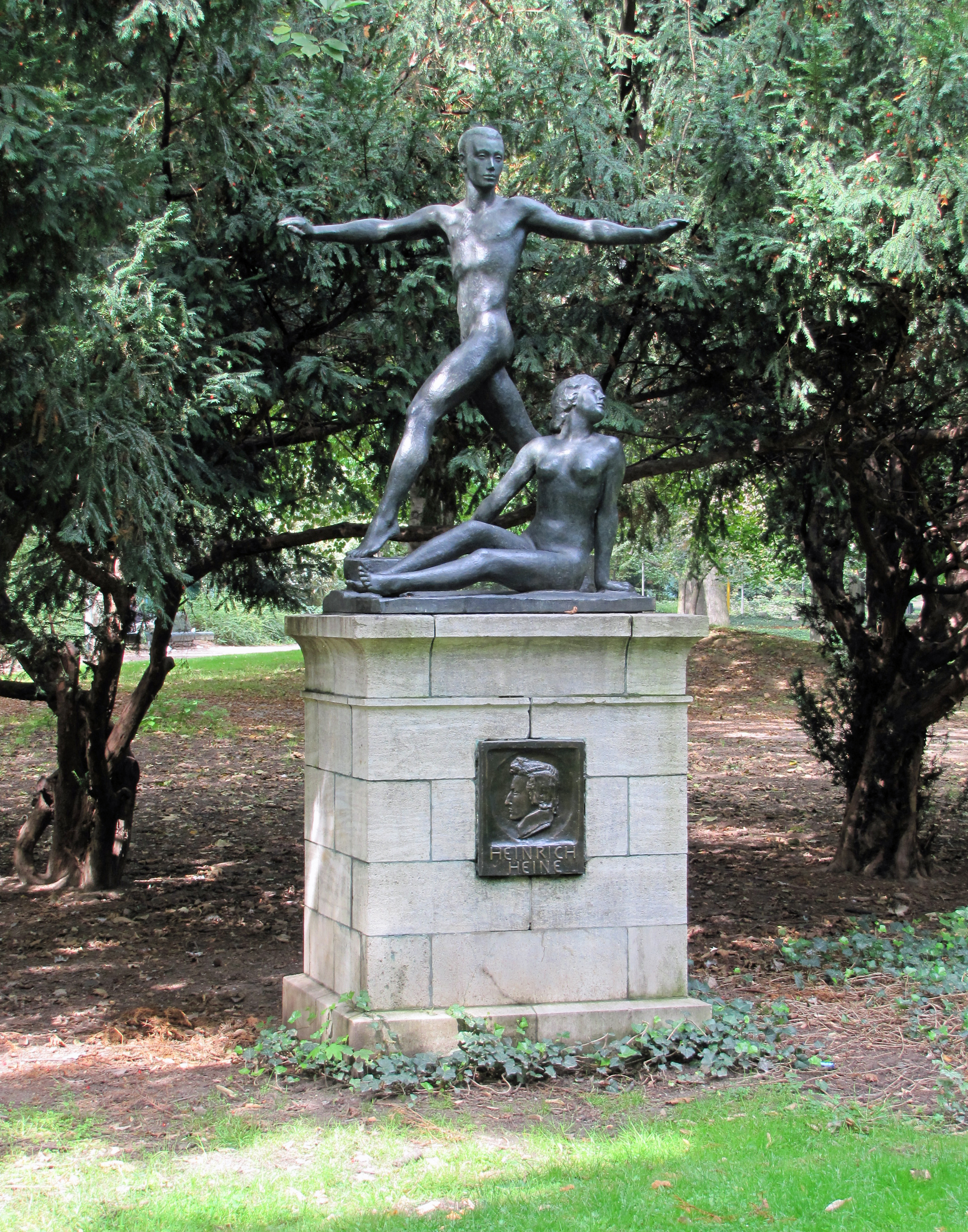
Das Heine-Denkmal von Georg Kolbe (1913) (noch am alten Platz in der Taunusanlage)

In der Taunusanlage finden sich zahlreiche Denkmäler: Eine besonders bewegte Geschichte hat das Heine-Denkmal von Georg Kolbe. Es entstand 1913 auf Initiative des Frankfurter Schauspielintendanten Emil Claar als erstes Heine-Denkmal in Deutschland gegen den wütenden Protest antisemitischer Kreise und fand seinen Platz zunächst in der Friedberger Anlage. Nach der nationalsozialistischen Machtergreifung forderte der hessische Staatspräsident Ferdinand Werner am 10. April 1933 den von den neuen Machthabern ernannten Frankfurter Oberbürgermeister Friedrich Krebs auf: „Beseitigen Sie, bitte, das Heine-Denkmal, gegen dessen Frankfurter Erstellung ich in stürmischen Versammlungen vor zwanzig Jahren vergebens kämpfte.“
Am 27. April 1933 stürzte eine Gruppe von Hitlerjungen die Denkmalfiguren. Sie wurden geborgen und unter dem neutralen Titel Frühlingslied von Kolbe im Garten des Städel aufgestellt. Während des Bombenkrieges im Keller eingelagert, wurden sie bei der Zerstörung des Städel verschüttet, blieben aber unbeschädigt. Am 14. Dezember 1947 konnte das Denkmal an seinem neuen Standort in der Taunusanlage wieder enthüllt werden. Die Bildnisplakette auf dem Sockel des Denkmals ist das letzte Werk des 1947 verstorbenen Georg Kolbe. 2023 wurde das Denkmal in die Friedberger Anlage versetzt.
Ein weiteres Werk Kolbes in der Taunusanlage ist das 1948 nach einem bereits vor dem Krieg entstandenen Modell gegossene Beethoven-Denkmal an der Junghofstraße. Sein Standort, ein kleiner Hügel, ist ein Rest des Junghof-Bollwerks der ehemaligen Frankfurter Stadtbefestigung. Von 1896 bis 1940 befand sich an dieser Stelle ein monumentales Reiterstandbild Kaiser Wilhelms I. Das Werk des Bildhauers Clemens Buscher wurde, wie auch das nahegelegene Bismarck-Denkmal, 1940 als Metallspende des Deutschen Volkes eingeschmolzen.
Das Schillerdenkmal am Taunustor ist eine überlebensgroße Bronzestatue auf kubischem Sockel. Es entstand 1859–1863 nach einem Entwurf von Johannes Dielmann und wurde 1955 an seinem heutigen Standort aufgestellt. In Höhe der Guiollettstraße befindet sich das 1837 von Eduard Schmidt von der Launitz geschaffene Denkmal für Jakob Guiollett, den Initiator der Frankfurter Wallanlagen. Nicht weit davon steht der 1859 von Johann Nepomuk Zwerger geschaffene Winzerbrunnen. Eine Sandsteinsäule mit einer vorgelagerten Brunnenschale trägt die bronzene Büste eines lachenden Zechers und eine Bronzetafel mit der Aufschrift Gesegnet soll der Trunk uns sein: Euch das Wasser und mir der Wein.
Am 27. Oktober 1963 wurde vor der Alten Oper der Marshall-Brunnen zum Gedenken an George C. Marshall enthüllt. Das aus Spenden Frankfurter Unternehmen finanzierte Werk des Münchner Bildhauers Toni Stadler zeigt die drei Grazien Aglaia, Hegemone und Euphrosyne. Eine Steinplatte trägt die Verse aus Goethes Faust II, mit denen der Dichter die Grazien als Symbole des Gebens, Nehmens und Dankens vorstellt. 1970 bis 1981 war das Denkmal wegen des S-Bahn-Baus zeitweise demontiert.
Weitere Denkmäler in der Taunusanlage sind das um 1930 von August Haag geschaffene Schneewittchendenkmal, ein auf einem Steinsarkophag liegendes Mädchen mit Zwergen zu seinen Füßen, die Flora, eine neoklassizistische Frauenstatue von Paul Seiler, eine Liegende von Rudolf Kipp, die Große Diagonale, ein Granitblock des Frankfurter Künstlers Michael Siebel und die Betonskulptur Ein Haus für Goethe des baskischen Bildhauers Eduardo Chillida. Zwischen Junghofstraße und Opernplatz befinden sich die Bronzeskulpturen Tänzer von Doris Schmauder und Stella von Baltasar Lobo.

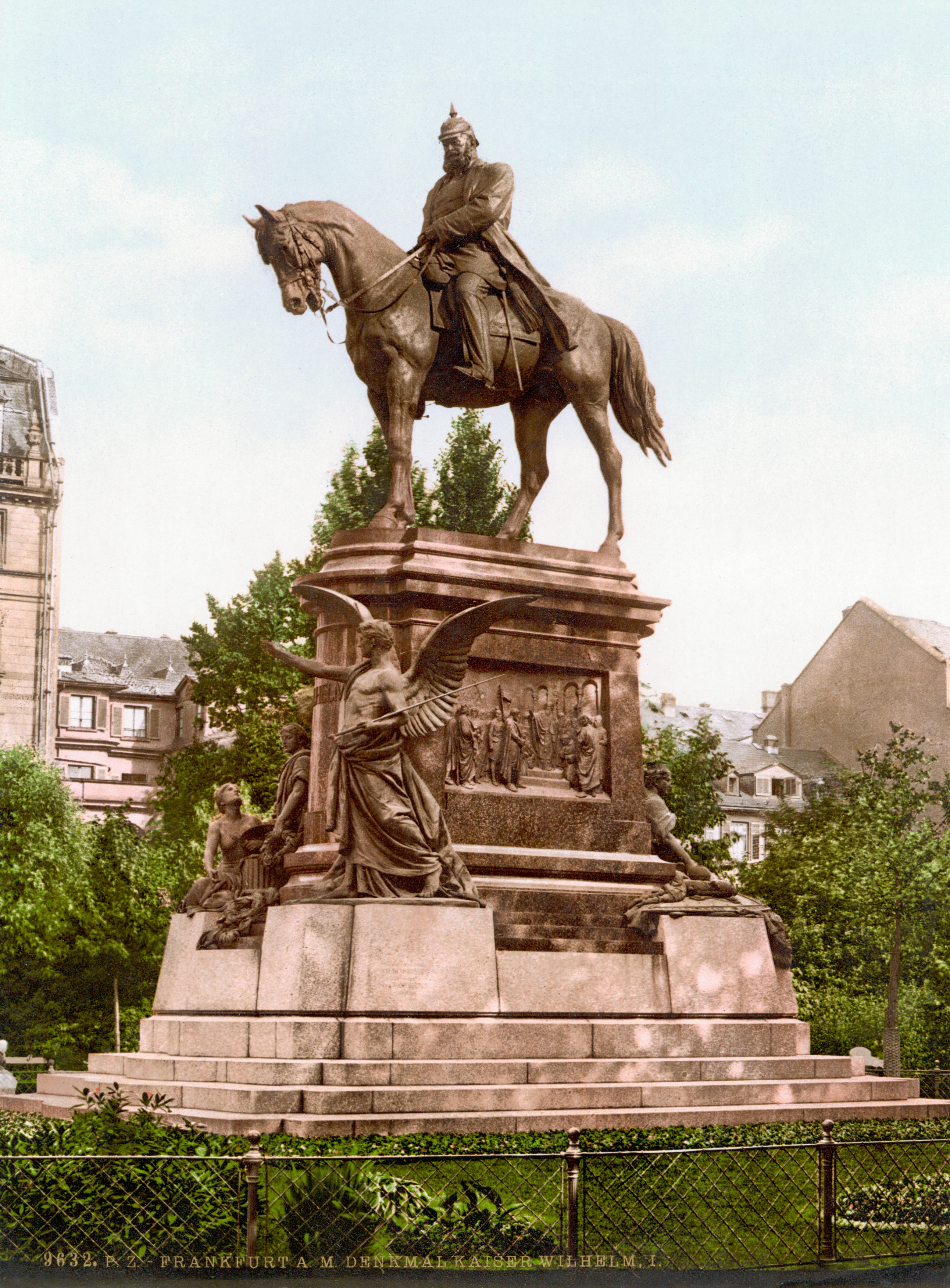
Ehemaliges Kaiser-Wilhelm-Denkmal, 1940 zerstört
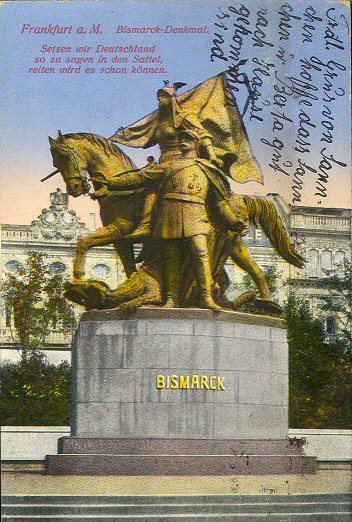
Ehemaliges Bismarck-Denkmal, 1940 zerstört
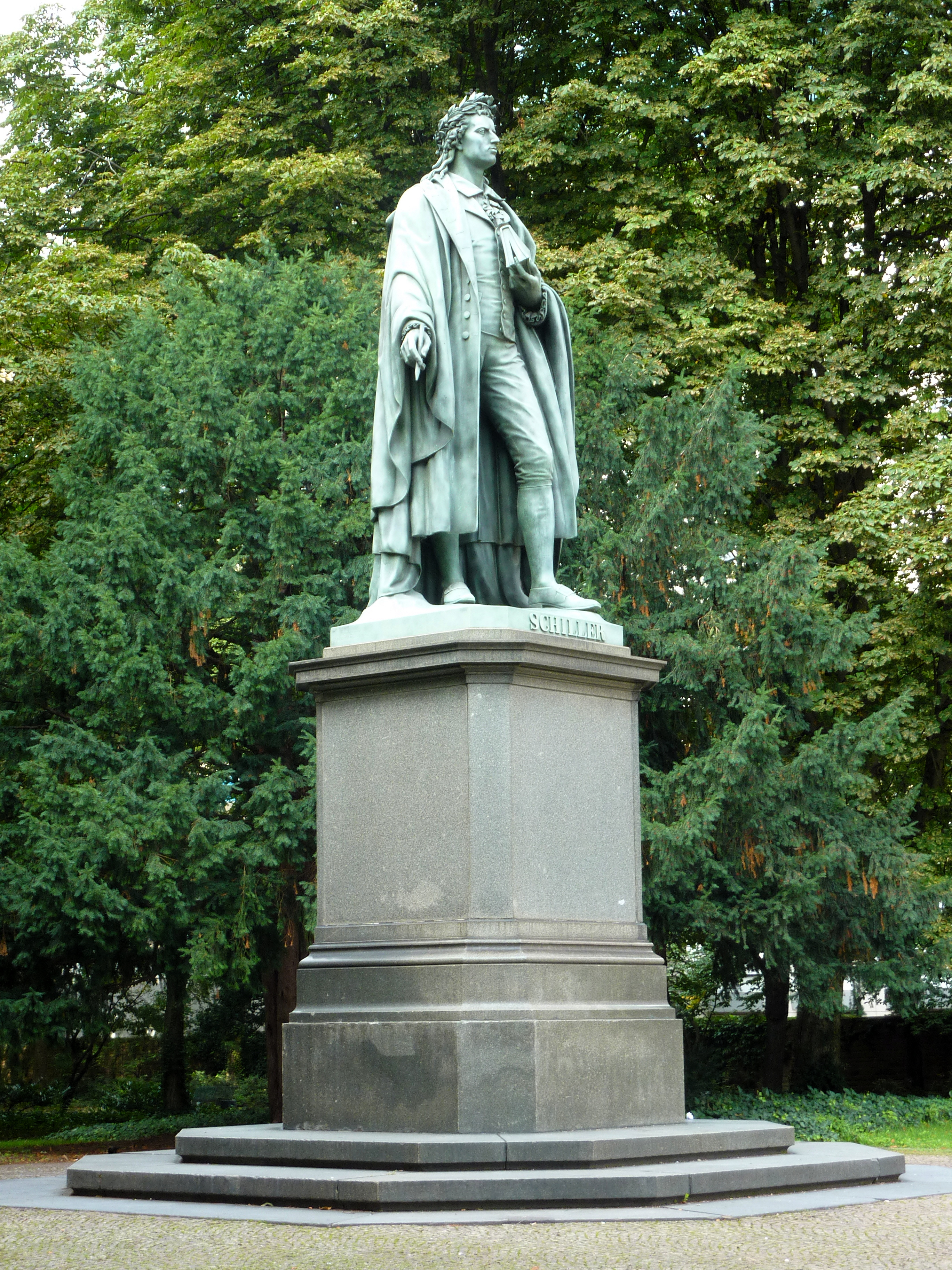
Schillerdenkmal
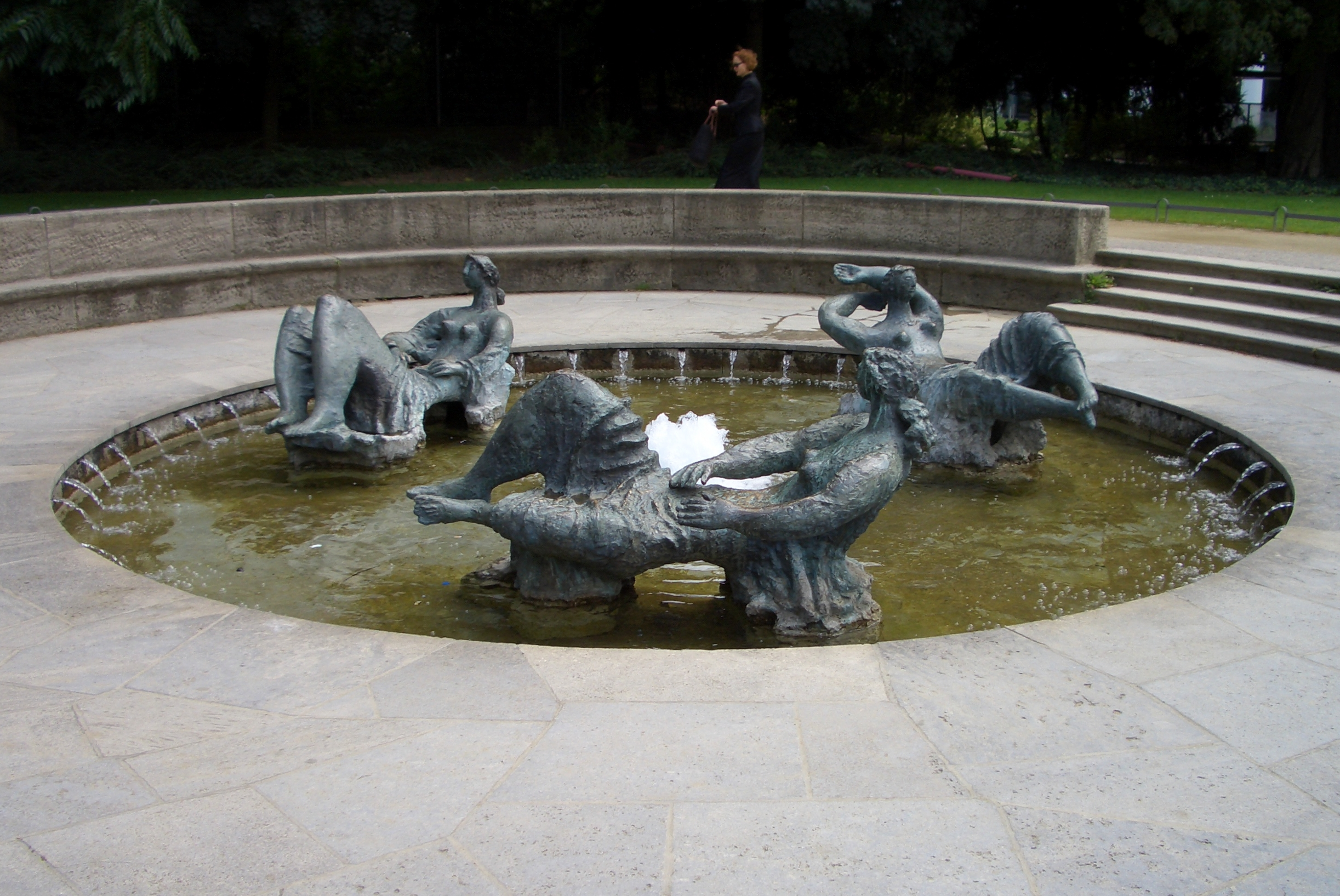
Marshall-Brunnen
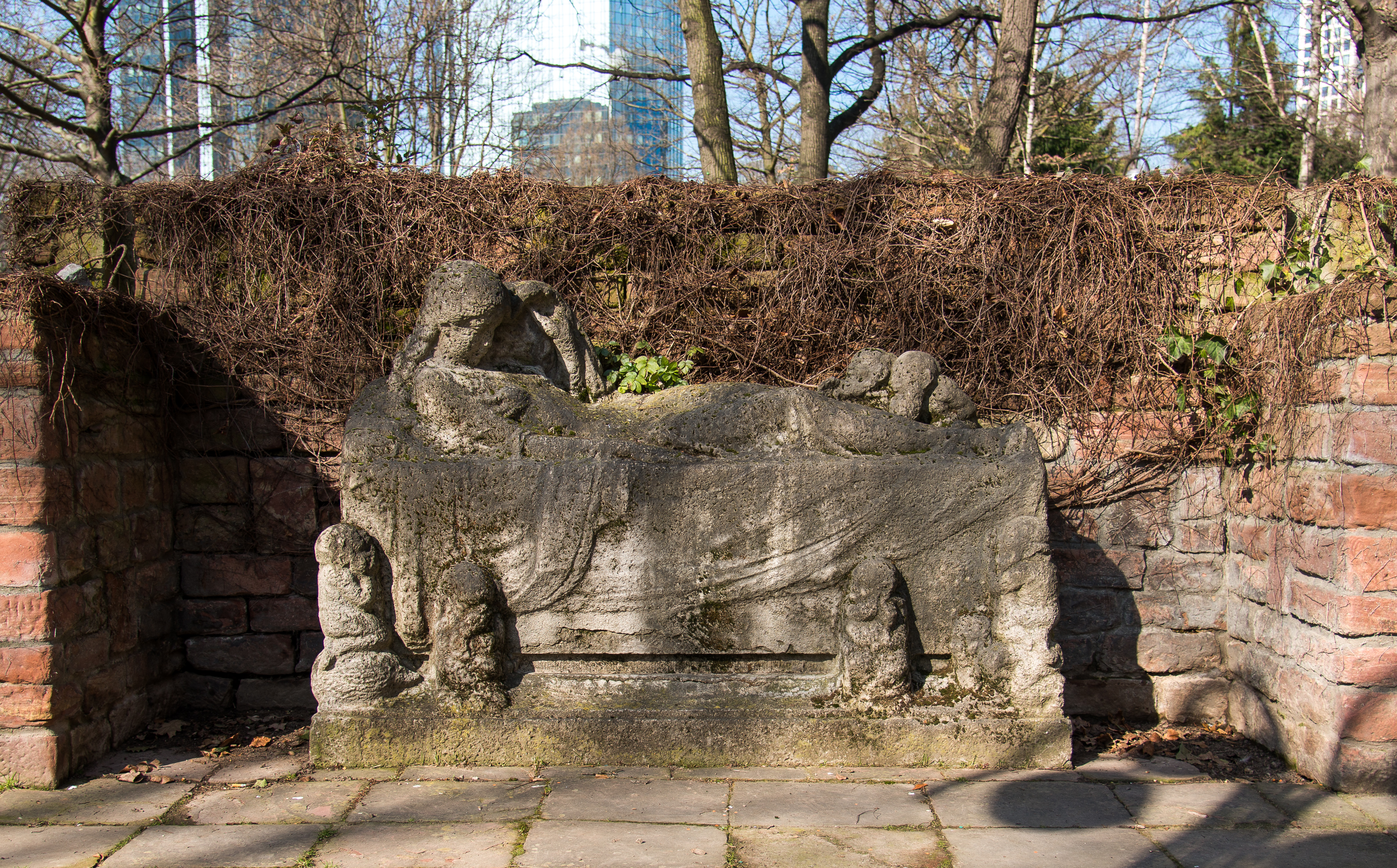
Schneewittchen-Denkmal
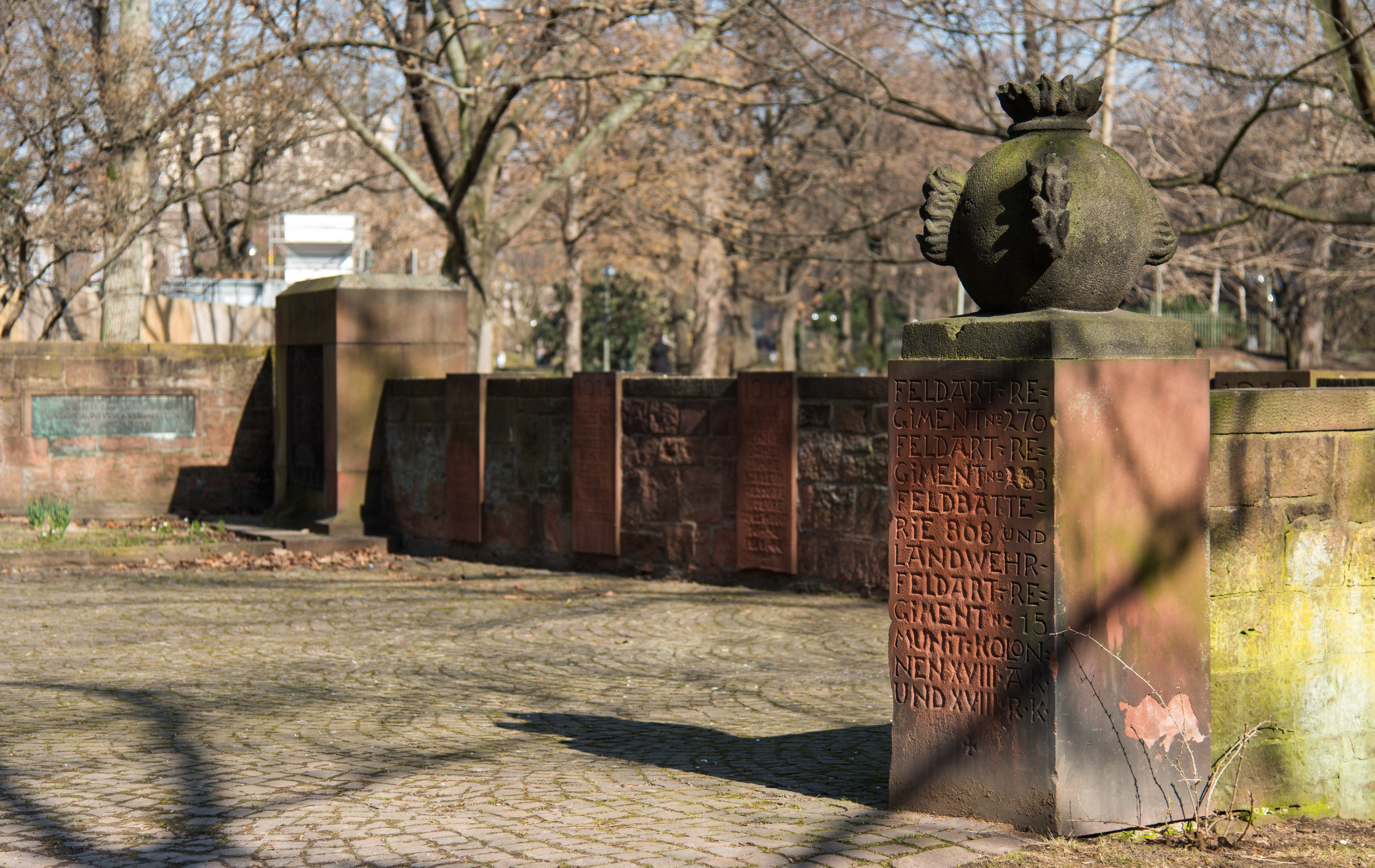
Denkmal für die Gefallenen des 2. Nassauischen Feldartillerie-Regiments Nr. 63
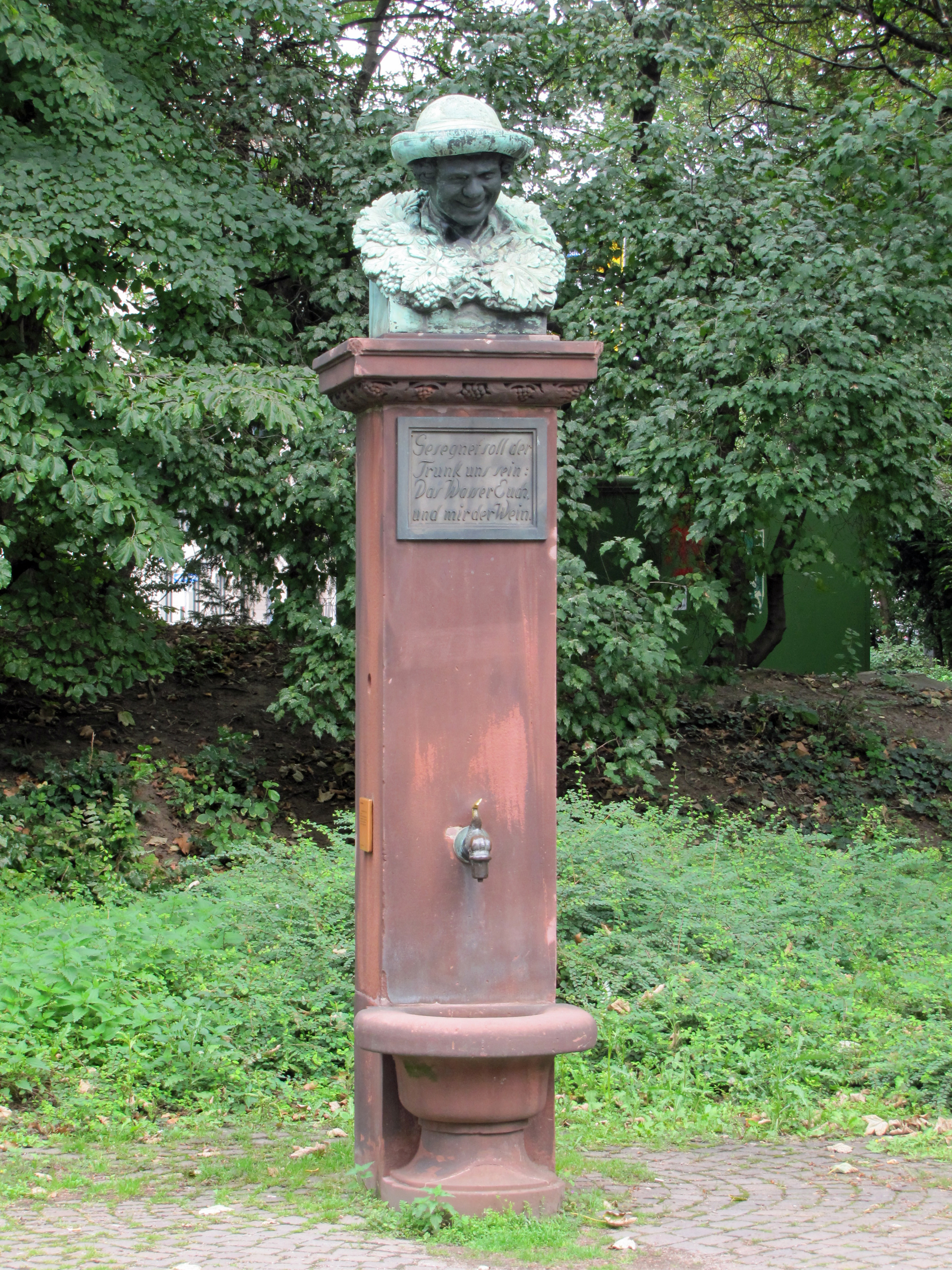
Winzerbrunnen („Lachhannes“)
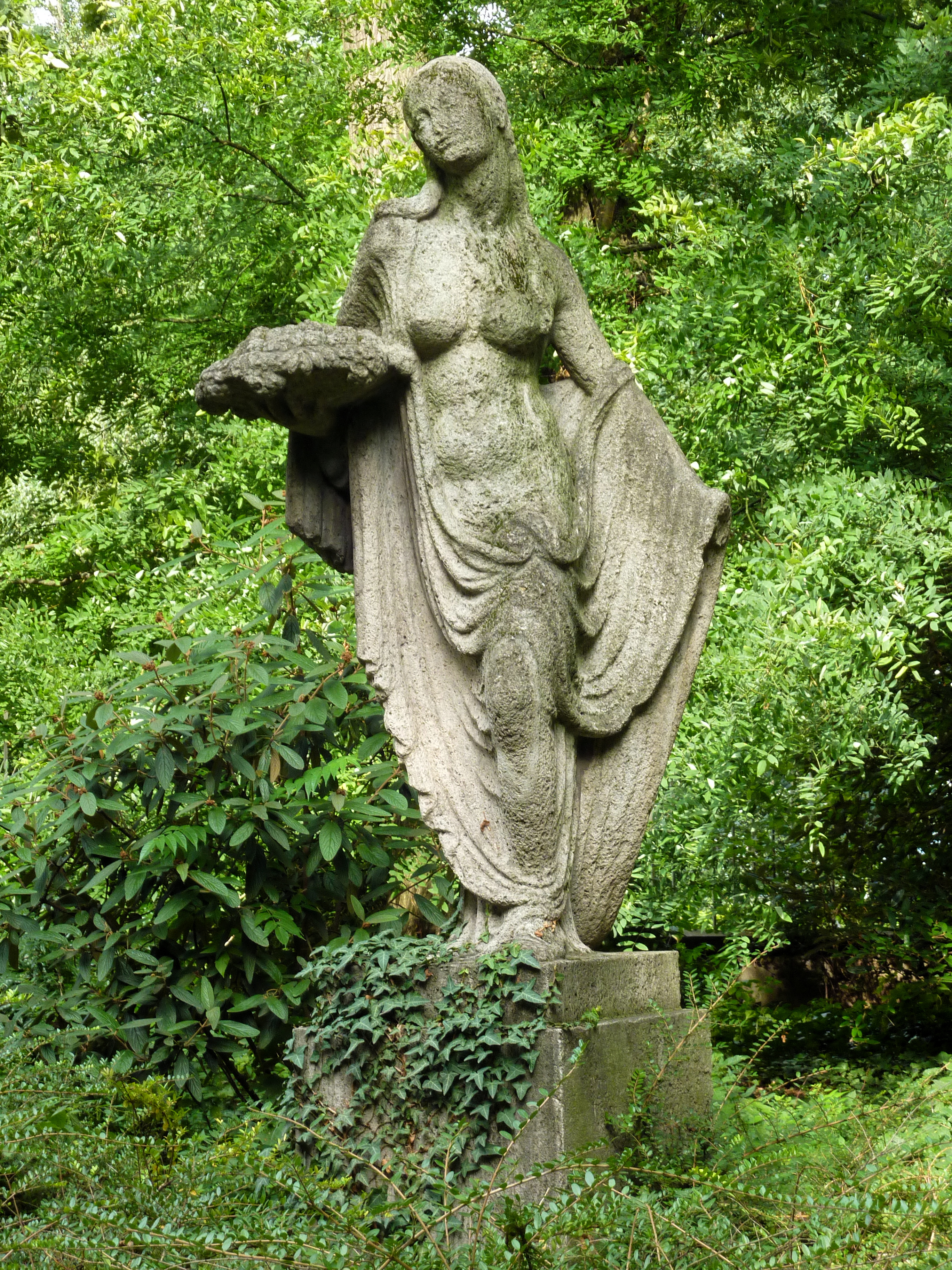
Flora
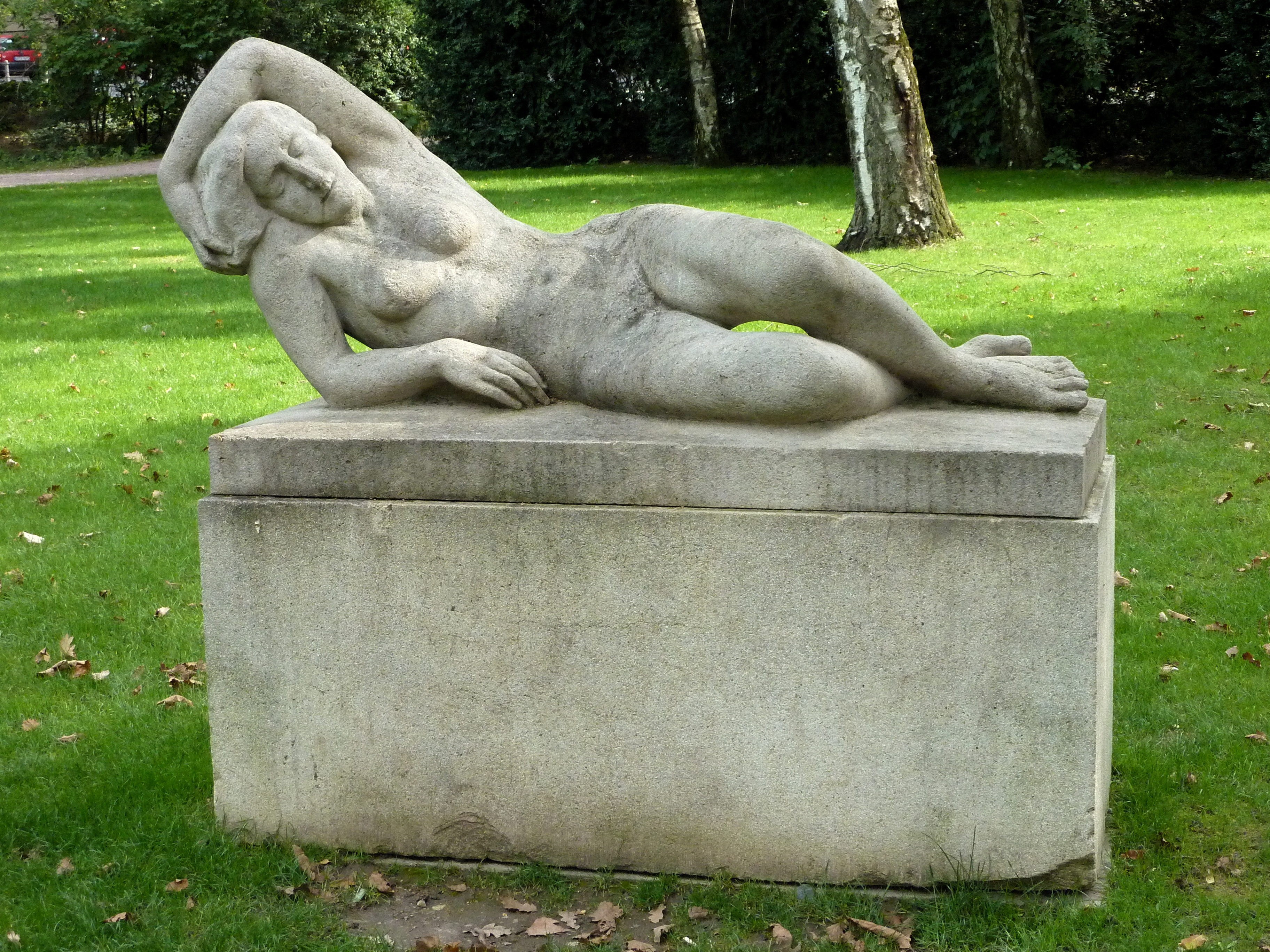
Liegende
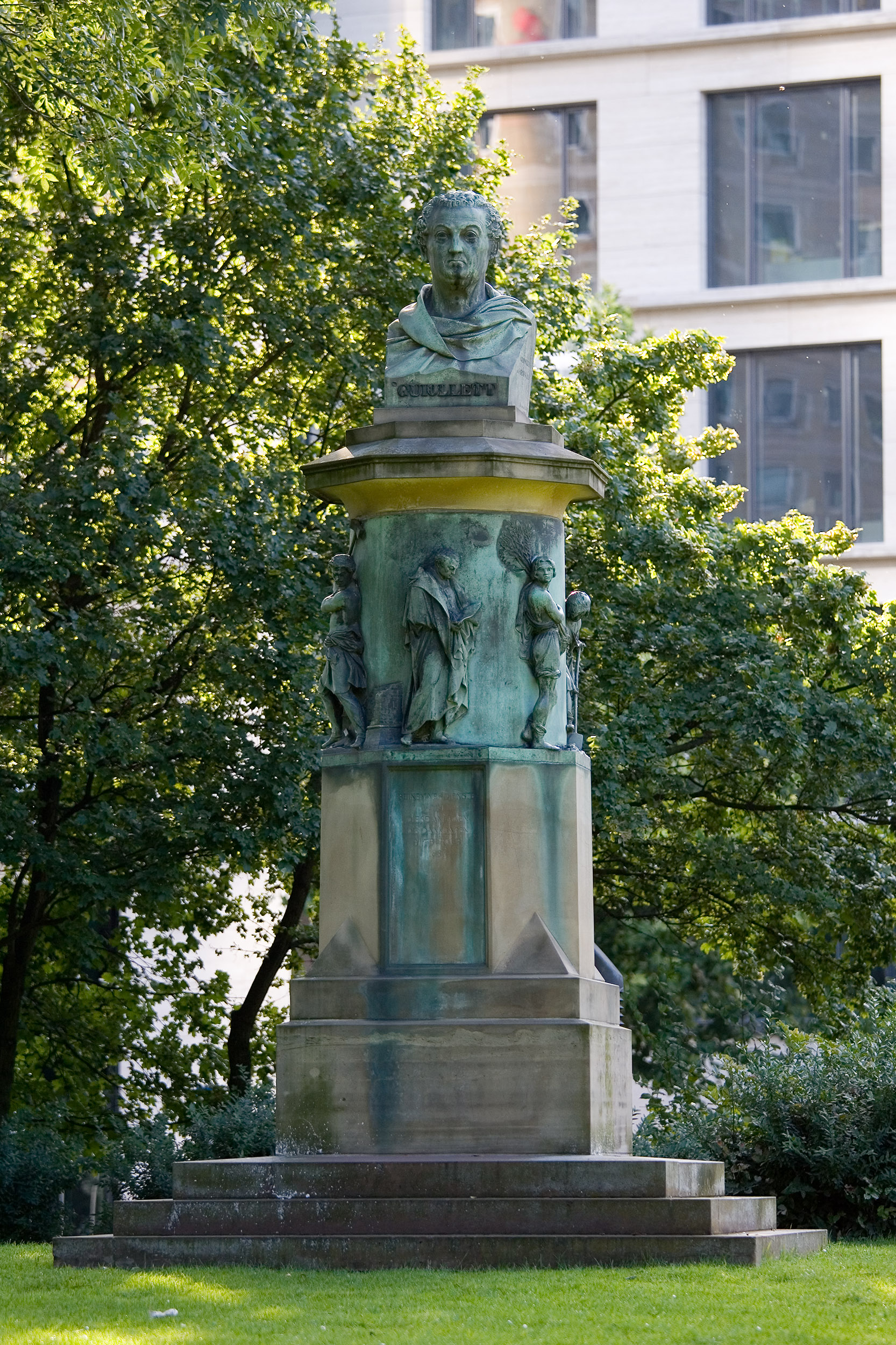
Guiollett-Denkmal
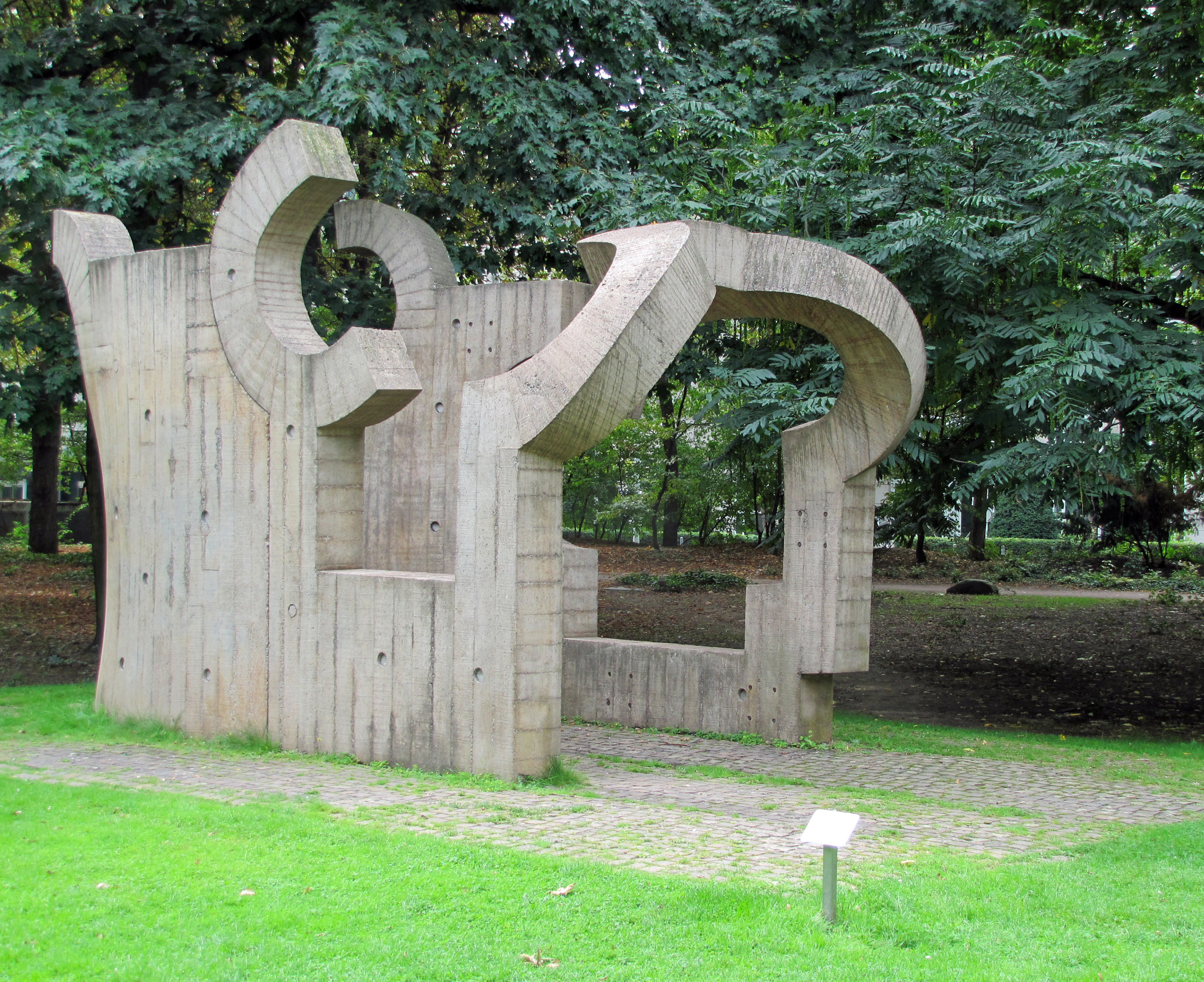
Ein Haus für Goethe

### Bockenheimer Anlage
Koordinate:50° 7′ 0,9″ N, 8° 40′ 28,9″ O
Am Opernplatz, wo sich früher das Bockenheimer Tor befand, beginnt die Bockenheimer Anlage. Sie hat eine Fläche von etwa 40.000 Quadratmetern. Ein kleiner Teil davon wird heute zu Ehren der Frankfurter Volksschauspielerin Liesel-Christ-Anlage benannt.
Gegenüber der Alten Oper wurde 2012 bis 2016 anstelle eines ehemaligen Umspannwerkes ein Luxushotel im Auftrag der französischen Kette Sofitel errichtet. Das Opernplatz XIV genannte Projekt hatte für Proteste und Anfragen in der Stadtverordnetenversammlung gesorgt, weil für den Bau einer Tiefgarage mehr als 20 alte Bäume gefällt wurden.
Östlich des Opernplatzes reicht die Grünfläche teilweise bis an die innere Ringstraße, die hier Hochstraße heißt. In der Anlage liegt der Albert-Mangelsdorff-Weiher, ein Rest des ehemaligen bewässerten Stadtgrabens, benannt nach dem Frankfurter Jazz-Posaunisten Albert Mangelsdorff. Nördlich des Weihers befindet sich seit 1973 die Statue Torso II, ein weiblicher Bronzetorso des Bildhauers Waldemar Grzimek. Westlich davon steht die Bronzeplastik Karyatide von Gerson Fehrenbach (1964).
1810 entstand in der Bockenheimer Anlage das Nebbiensche Gartenhaus, ein klassizistischer Pavillon des Architekten Nicolas Alexandre Salins de Montfort. Das Gebäude gehört seit seiner Renovierung 1952 dem Frankfurter Künstlerclub e. V., der hier regelmäßig Kunstausstellungen durchführt. Zu der Anlage gehören ein italienischer Renaissance-Brunnen sowie ein weiterer kleiner, aus einem Kapitell gefertigter Brunnen. Gegenüber am Mozartplatz befindet sich das Mozart-Denkmal. Das Schwindhaus wurde 1845 durch den Künstler Moritz von Schwind erbaut.
Ein markantes Gebäude ist das 1998 eröffnete Hilton Hotel an der Hochstraße. In den Gebäudekomplex mit einem dreizehnstöckigen Hauptgebäude wurde die 1960 errichtete Schwimmhalle des ehemaligen Stadtbad Mitte integriert. Es war eines der ersten Nachkriegs-Hallenbäder in Frankfurt. 1995 verkaufte die Stadt das sanierungsbedürftige Schwimmbad an die Hotelkette, mit der Auflage die denkmalgeschützte Schwimmhalle zu erhalten und für die Öffentlichkeit zugänglich zu halten. Ein weiteres Beispiel Frankfurter Nachkriegsarchitektur befindet sich mit der Landwirtschaftlichen Rentenbank ebenfalls an der Hochstraße.
Auf der Gartenseite der Rentenbank befindet sich eine Bronze-Gedenktafel für Ludwig Börne. Sie ist ein Werk des Frankfurter Bildhauers Georg Mahr und wurde 1960 enthüllt. An dieser Stelle befand sich bereits seit 1877 ein Börne-Denkmal von Gustav Kaupert. Es wurde im November 1931 von Unbekannten geschändet; die Stadt ließ die schwerbeschädigte Büste einlagern, konnte sie aber wegen der Weltwirtschaftskrise bis 1933 nicht mehr wiederherstellen lassen. Die nationalsozialistische Regierung ließ den Denkmalsockel nach 1933 entfernen.

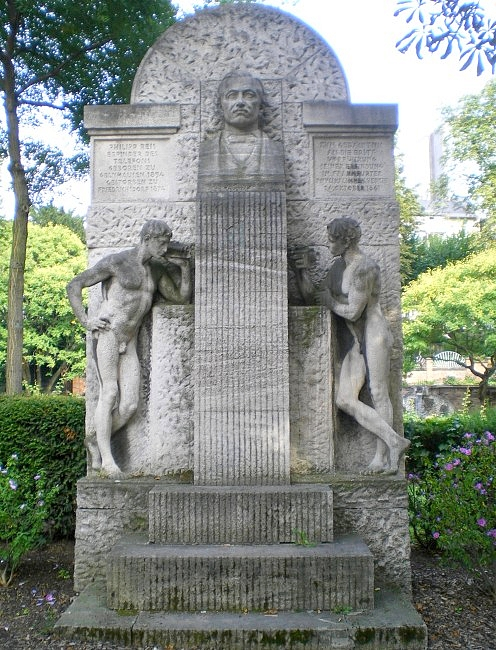
Denkmal für Johann Philipp Reis

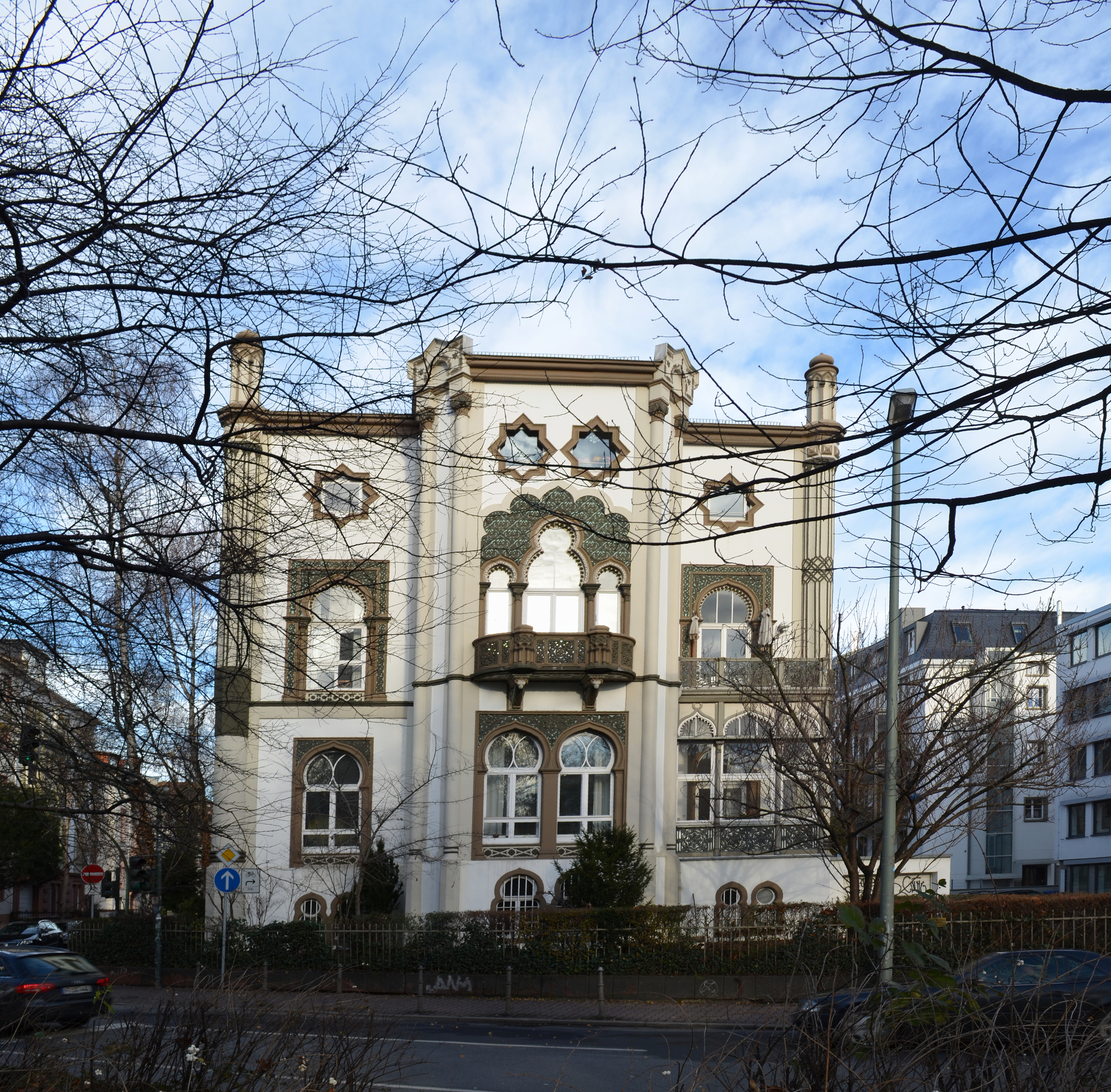
Das maurische Haus an der Eschenheimer Anlage 29

### Eschenheimer Anlage
Koordinate:50° 7′ 8,3″ N, 8° 41′ 2,1″ O
Die Eschenheimer Anlage beginnt am Eschenheimer Tor und erstreckt sich nach Osten bis zum Friedberger Tor. Nördlich der Eschenheimer Anlage liegt das Nordend, ein dichtbesiedeltes Wohnviertel. Bemerkenswert ist vor allem das denkmalgeschützte Maurische Haus, 1856/57 für einen romantisch veranlagten Frankfurter Maurermeister errichtet. Auch entlang der südlich verlaufenden Bleichstraße und der Krögerstraße, einer kleinen Stichstraße, liegen zahlreiche Wohnhäuser, darunter denkmalgeschützte klassizistische Häuser aus der Zeit um 1850.
In der Nähe des Eschenheimer Tors lag im 19. Jahrhundert das Gebäude des Physikalischen Vereins. Hier führte Philipp Reis am 26. Oktober 1861 erstmals ein von ihm erfundenes Instrument vor, das er Telephon nannte. Zur Erinnerung an Reis und seine epochale Erfindung schuf der Bildhauer Friedrich Hausmann 1919 ein Denkmal, das in der nahegelegenen Anlage aufgestellt wurde. Auf einer steinernen Säule steht Reis’ Büste, daneben zwei nackte, telefonierende Jünglinge. Hinter dem Philipp-Reis-Denkmal liegt zur Krögerstraße hin ein etwas tiefer gelegener barocker Garten mit Sandsteinsäulen und Bauplastik des ehemaligen Löwenstein’schen Palais.
Im mittleren Teil der Eschenheimer Anlage stehen seit 1983 zwei Skulpturen, ein Sitzender aus Sandstein von Michael Siebel sowie die überlebensgroße Bronzefigur Betty von Wanda Pratschke. Weiter östlich durchquert die Petersstraße die Anlage. Östlich davon steht ein Denkmal für Anton Kirchner. Das Werk des Bildhauers Heinrich Petry wurde 1879 zu Kirchners 100. Geburtstag errichtet. An der Abzweigung der Eckenheimer Landstraße am Scheffeleck quert seit 1974 die Trasse der U5 die Straße um danach über eine Rampe auf der Eschenheimer Anlage in den Untergrund in Richtung Konstablerwache zu führen. Zuvor verkehrten hier zwei Straßenbahnlinien: von der Zeil über die Petersstraße kommend führte die 7 zur Eckenheimer Landstraße, während die 12 über die Scheffelstraße zur Friedberger Landstraße fuhr.
Kurz vor dem Friedberger Tor steht an der Bleichstraße das 1966 erbaute und 2000 modernisierte Fina-Haus, ein 14-geschossiges Hochhaus, das mit 51 Metern Höhe zum Zeitpunkt seiner Errichtung eines der markantesten Gebäude Frankfurts war.

### Friedberger Anlage
Koordinate:50° 7′ 0″ N, 8° 41′ 35,4″ O

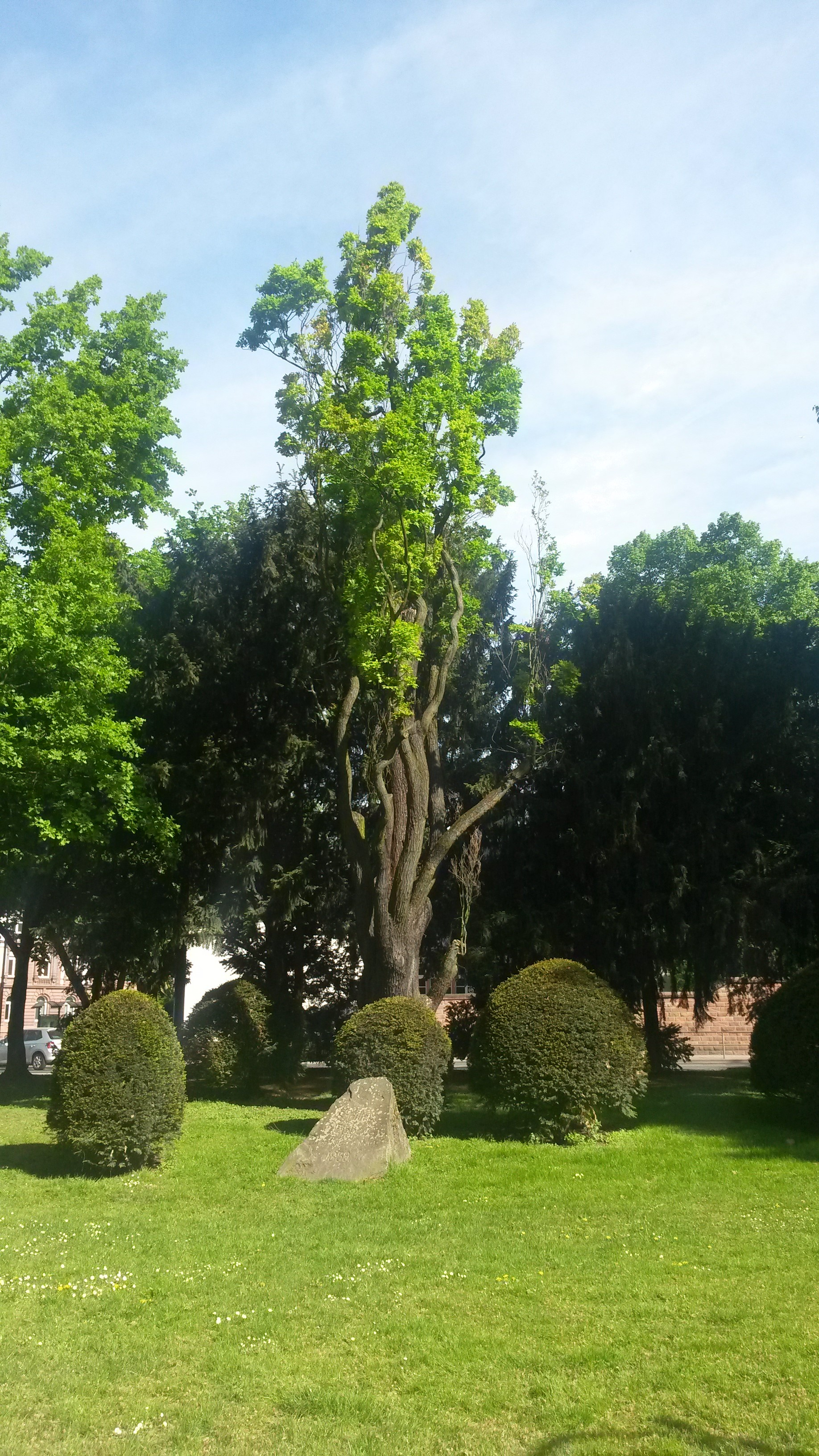
Schillereiche

Die flächenmäßig größte Anlage beginnt am Friedberger Tor und geht bis zum Allerheiligentor. Im nördlichen Teil befindet sich zunächst die Schillereiche. Am 10. November 1859 (an Friedrich Schillers 100stem Geburtstag) wurde diese Eiche gepflanzt. Trotz dieses (für eine Eiche) jungen Alters ist sie heute in einem schlechten Zustand.

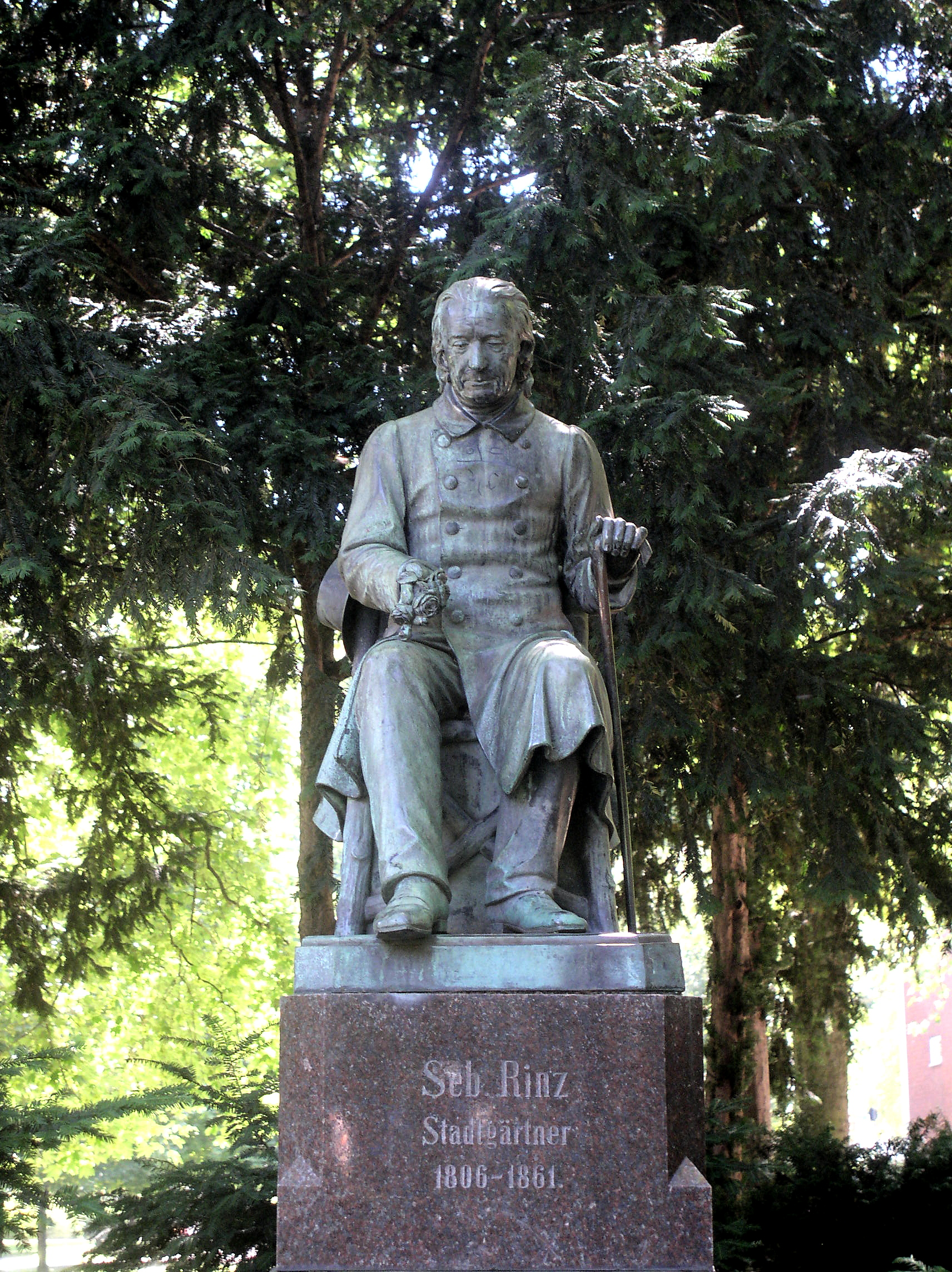
Das Denkmal für Stadtgärtner Rinz in der Friedberger Anlage

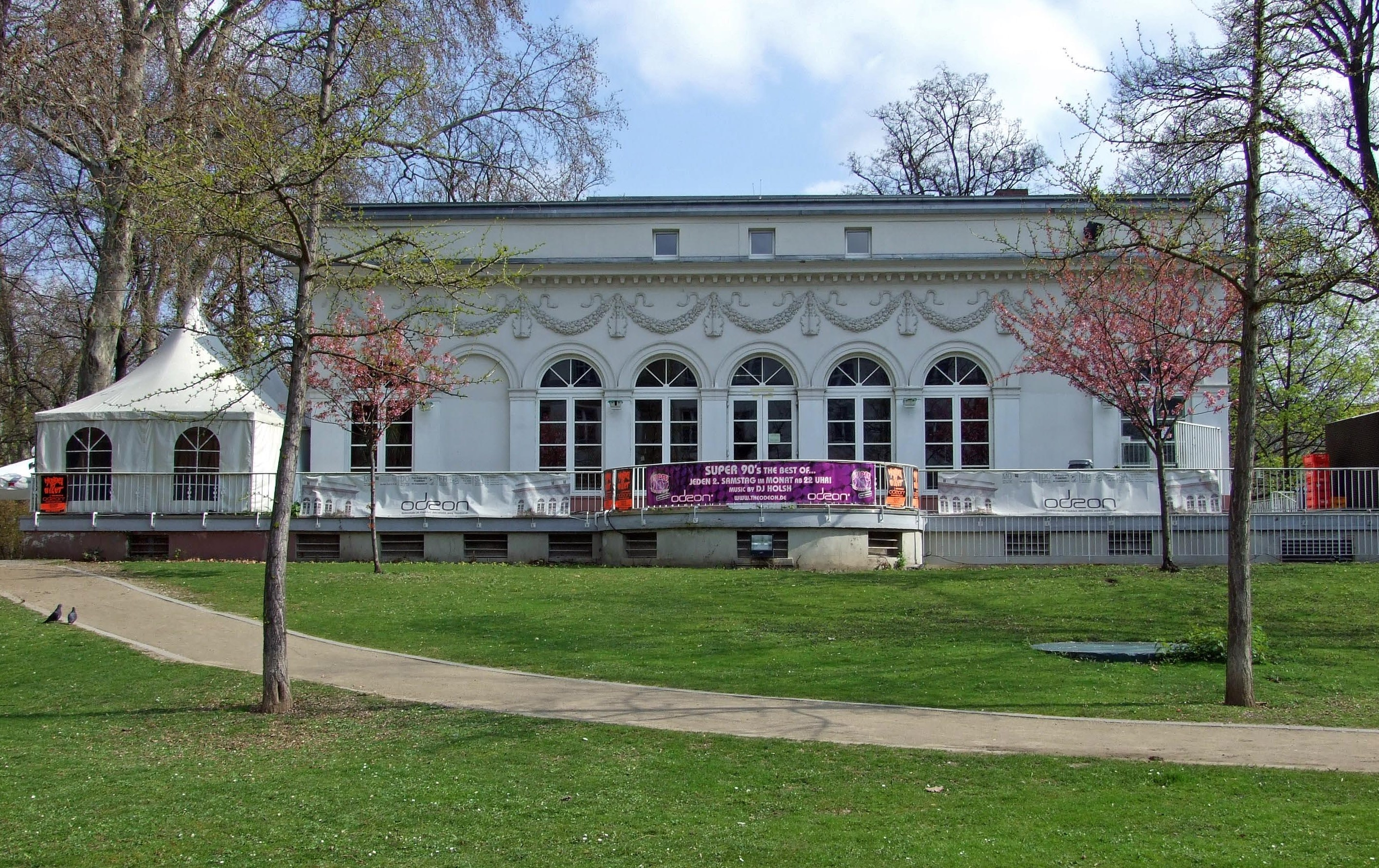
Das ehemalige „Odeon“ in der Seilerstraße

Wenige hundert Meter südlich folgt der der Bethmannweiher. Er hat seinen Namen nach dem unmittelbar außerhalb der Friedberger Anlage gelegenen Bethmannpark mit dem etwa 1760 erbauten Landhaus der Familie Bethmann. Hier übernachtete Kaiser Napoléon Bonaparte am 31. Oktober 1813 auf dem Rückzug nach der Völkerschlacht bei Leipzig. Am Bethmann-Weiher steht das Denkmal für Simon Moritz von Bethmann, das die Stadt 1868 zu seinem 100. Geburtstag errichten ließ, um den bedeutenden Bankier, Diplomaten und Philanthropen zu ehren. Das Denkmal, ein Werk von Eduard Schmidt von der Launitz, ist eine Bronzebüste auf einem Granitsockel, in den Bronzereliefs mit allegorischen Darstellungen der Francofurtia eingelassen sind.
Unweit des Weihers liegt an der Seilerstraße das heute noch als „Odeon“ bekannte Gebäude, eines der wenigen erhaltenen klassizistischen Bauwerke Frankfurts. Bethmann ließ es 1812 als Ariadneum errichten, um dort seine Antikensammlung zu zeigen. Es war das erste öffentlich zugängliche Museum in Frankfurt. Der Name ist abgeleitet von der Ariadne auf dem Panther, einem Hauptwerk Johann Heinrich Danneckers. Die Marmorplastik gehörte zu den populärsten Kunstwerken des 19. Jahrhunderts, zog ein internationales Publikum an und wurde unzählige Male reproduziert. Sie zog 1856 in ein anderes Gebäude im Bethmannpark um, wurde im Zweiten Weltkrieg schwer beschädigt, Ende der 1970er Jahre teilweise restauriert und steht heute im Liebieghaus. Das Ariadneum wurde seit dem Ende des 19. Jahrhunderts als Caféhaus unter dem Namen Odeon genutzt und beherbergt seit 2016 den Musikclub le Panther.

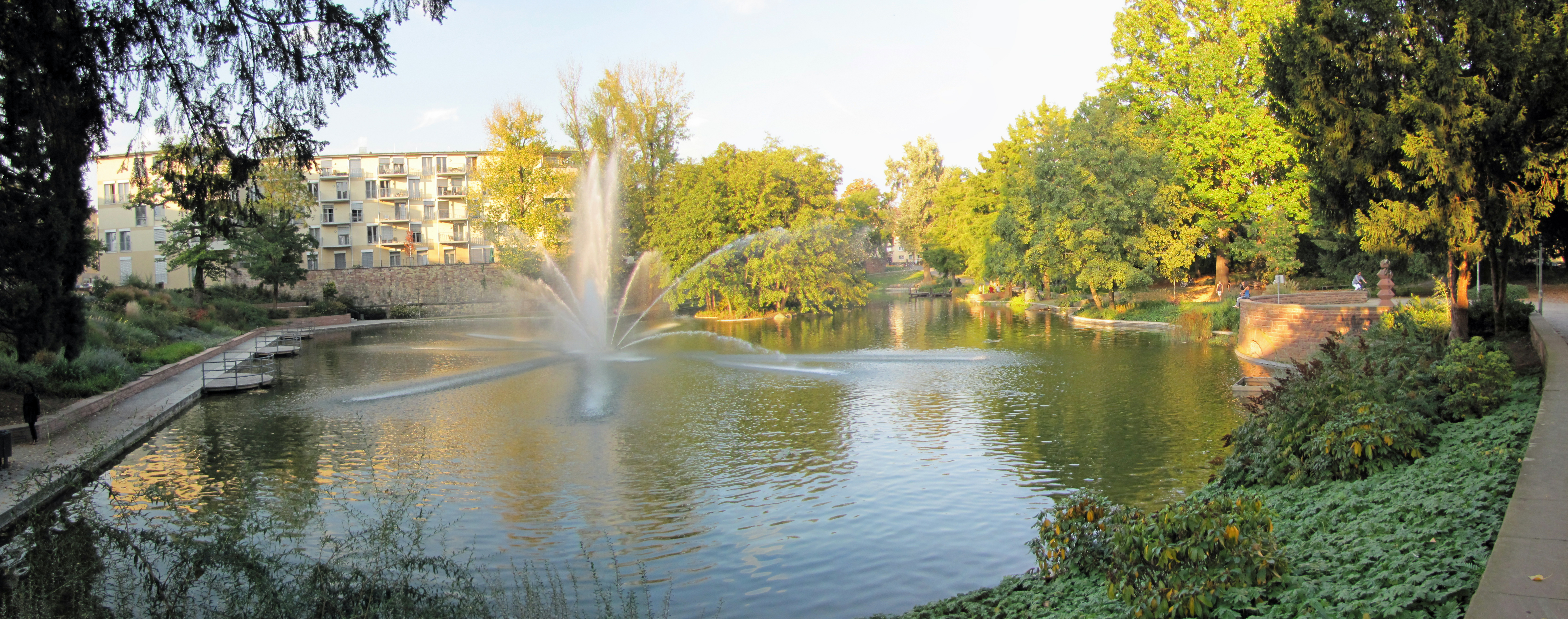
Rechneigrabenweiher in der Obermainanlage

Die Julius-Leber-Schule an der Seilerstraße ist eine Berufsschule mit Fachoberschule. Das 1956 errichtete Gebäude ist ein typisches Beispiel der Architektur der Nachkriegsmoderne und steht unter Denkmalschutz. Im 19. Jahrhundert befand sich hier der Garten des Hauses, in dem Karl Konstanz Viktor Fellner wohnte. Eine bronzene Gedenktafel von Georg Mahr erinnert an den letzten Bürgermeister der Freien Stadt Frankfurt, der sich hier am Morgen des 24. Juli 1866, seines 59. Geburtstages, das Leben nahm, weil er den Verlust der städtischen Freiheit und die harten Maßregelungen der preußischen Besatzungsarmee nicht ertragen konnte.
Das Denkmal für Sebastian Rinz erinnert an den Stadtgärtner und Schöpfer der Wallanlagen. Das Werk Heinrich Petrys entstand 1892 und stand zunächst in der Gallusanlage. Mit dem Bau des Schauspielhauses wurde es an seinen heutigen Standort versetzt. Das Bronzedenkmal war im Zweiten Weltkrieg bereits zum Einschmelzen nach Hamburg abtransportiert, blieb aber vor der Zerstörung bewahrt und konnte am 30. November 1949 wieder in der Friedberger Anlage aufgestellt werden.
Das 1894 errichtete Uhrtürmchen liegt an der Grenze zwischen den Stadtteilen Nordend und Ostend. Es wurde von dem Frankfurter Künstler Alexander Linnemann entworfen. An diesem belebten Platz zweigen der Sandweg, die Pfingstweidstraße und die Zeil von der Friedberger Anlage ab. Südlich des Uhrtürmchens erinnert in der Friedberger Anlage 5/6 ein Mahnmal an die ehemalige Synagoge der orthodoxen Israelitischen Religionsgesellschaft. Der 1907 errichtete Jugendstilbau war die größte Synagoge Frankfurts und eine der größten Europas. Sie wurde während der Novemberpogrome am 10. November 1938 vorsätzlich durch Brand zerstört, ihre Ruine anschließend auf Anordnung der städtischen Behörden abgetragen. An ihrer Stelle entstand 1943 ein Luftschutzbunker, der noch heute besteht.

### Obermainanlage
Koordinate 50° 6′ 41,1″ N, 8° 41′ 41″ O
Die analog zur Untermainanlage benannte Obermainanlage schließt die Wallanlagen in südöstlicher Richtung ab. Sie beginnt am Allerheiligentor, das seinen Namen von einer nahegelegenen, 1366 gestifteten Allerheiligenkapelle erhielt. Die dicht bebauten umliegenden Stadtviertel des Ostends und der östlichen Innenstadt wurden im Zweiten Weltkrieg schwer zerstört. Die heutige Bebauung stammt überwiegend aus den 1950er und 1960er Jahren und ist architektonisch wenig bedeutend.
Südlich des Tores wurde 1631 ein Festungswerk errichtet, das Allerheiligen- oder Judenbollwerk (nach der nahegelegenen Judengasse). Mauerreste dieses Bollwerkes sind noch erhalten, oberhalb des Rechneigrabenweihers, der diesen Teil der Anlage prägt. Der Rechneigraben war ein Teil des ehemaligen Wallgrabens. Am Ufer des Sees erinnert seit 2002 der Fischernachen, ein Denkmal von Michael Siebel aus rotem Mainsandstein, an die bereits 945 gegründete Frankfurter Fischerzunft. Er ist den etwa fünf Meter langen und einen Meter breiten, flachgehenden Mainnachen nachempfunden, mit denen die Fischer früher ihre Stellnetze und Reusen auslegten.
In der Nähe des Weihers liegt das Grab von Jakob Guiollett, dem Begründer der Wallanlagen, dessen Denkmal in der Taunusanlage steht. Das Denkmal von Gotthold Ephraim Lessing ist ein 1882 anlässlich von Lessings 100. Todestag entstandenes Werk Gustav Kauperts. Lessings Büste aus weißem Marmor ruht auf einem Sockel aus rotem Porphyr. Das Werk stand ursprünglich vor der Alten Stadtbibliothek und wurde nach deren kriegsbedingter Zerstörung 1962 an seinen derzeitigen Standort überführt.
Im Treppenhaus der Alten Stadtbibliothek wurde 1895 ein Denkmal zur Erinnerung an Arthur Schopenhauer aufgestellt, der 1860 im nahegelegenen Haus Schöne Aussicht 16 gestorben war. Das Denkmal ist ein Werk von Friedrich Schierholz. Schopenhauers bronzene Büste steht auf einem schlichten Sockel aus Basalt. Die Büste sollte im Zweiten Weltkrieg eingeschmolzen werden, konnte aber durch Eingaben des Bundes tätiger Altstadtfreunde und der Schopenhauer-Gesellschaft gerettet werden. Nach ihrer Rückkehr wurde die Büste 1951 von Metalldieben gestohlen. Wochen später tauchte sie beschädigt im Keller eines Trümmergrundstückes wieder auf. Nach seiner Restaurierung wurde das Denkmal an seinem heutigen Standort aufgestellt.
Im südlichen Abschnitt der Obermainanlage liegt das Hospital zum heiligen Geist. Das 1267 erstmals erwähnte, älteste Krankenhaus Frankfurts befindet sich seit 1835 am heutigen Standort in der Lange Straße, als einziges Krankenhaus innerhalb der Innenstadt. Markantestes Bauwerk ist das Schwesternhochhaus.
Den Abschluss der Obermainanlage bildet die Alte Stadtbibliothek an der Ignatz-Bubis-Brücke. Seit ihrem Wiederaufbau im Oktober 2005 beherbergt sie das Literaturhaus Frankfurt.